# Шиловский район
Ши́ловский райо́н — административно-территориальная единица (район) и муниципальное образование (муниципальный район) в центре Рязанской области России.
Административный центр — посёлок городского типа Шилово.

## География
Расположен в центральной природно-экономической зоне Рязанской области, в бассейне реки Оки. Большая его часть расположена по правому берегу этой реки, меньшая — по левому берегу на Мещерской низменности.
Граничит с юга с Путятинским, Сапожковским, Кораблинским районами, с запада — со Спасским и Старожиловским районами, с севера — с Касимовским районом; с востока — с Пителинским и Чучковским районами.
Протяженность территории района с севера на юг — 85 км, с запада на восток — 72 км. Общая площадь района — 2376 км².  
Климат Шиловского района умеренно континентальный, с теплым летом и умеренно-холодной зимой. В течение года осадки распределяются неравномерно.
Территория Шиловского района находится на стыке трех природно-ландшафтных зон: левый берег реки Оки представляет собой зону хвойных лесов с большим количеством лесов и озер; на правом берегу господствуют смешанные и широколиственные леса; своеобразной природно-ландшафтной зоной являются пойменные луга в долинах рек Оки и Пары. Интенсивная антропогенная деятельность привела к тому, что былое различие зон стало незаметно для простого наблюдателя. В прошлом оно обозначалось более четко.
Леса занимают 27,5% территории района в северо-восточной и восточной частях (Ерахтурское лесничество), центральной (Первомайское лесничество), южной (Шелуховское лесничество).
Почвы Шиловского района дерново-подзолистые (53,2%) и серые лесные (43,6%), преимущественно легкого механического состава. Они нуждаются в органических и минеральных удобрениях.
Водные ресурсы определяют реки Ока, Пара, Тырница, Средник, Мышца и другие. Из озер наиболее крупными являются Сан, Чудино, Тишь, Глубокое.
Полезные ископаемые представлены месторождениями торфа, камня строительного, глин, песков для дорожно-строительных работ, фосфатов.

## История

### Эпоха первобытности
В Шиловском районе в Стерлигове был найден фрагмент черепной крышки человека.
Мезолитические памятники археологии на территории Шиловского района идентифицируются с Бутовской археологической культурой бродячих охотников и собирателей 8—6 тыс. до н.э.
Ранние этапы ее развития на землях Шиловского района представлены верхневолжской культурой (6—4 тыс. до н.э.). В то время ведущую роль в хозяйстве местных жителей по-прежнему играли охота, рыболовство и собирательство. На охоте использовалась собака. Характерными чертами новой эпохи стало появление каменных топоров, изобретение новых способов обработки камня (шлифование) и глиняной посуды, которая лепилась вручную и украшалась характерным орнаментом из ямок и оттисков гребенчатого штампа (отсюда происходит и название всей культуры). Поселения племен верхневолжской культуры располагались по берегам озер и рек, и состояли из больших, площадью до 30 м² шалашей. Захоронения устраивались внутри поселений, причем покойника погребали с орудиями труда и засыпали могилу красной охрой.
Суровые условия среды обитания на землях Шиловского района способствовали тому, что каменный век господствовал здесь и переживал свой расцвет и в более позднюю эпоху (3 тыс. до н.э.), что особенно заметно на примере развития неолитической рязанской археологической культуры. Рязанские племена занимались охотой, рыболовством и собирательством. Основным объектом охоты был лось; добывались также медведь, кабан, благородный олень, косуля, заяц, бобр и т.д. Орудиями охоты служили лук и стрелы с превосходно выделанными наконечниками из кости, копья и дротики с кремнёвыми наконечниками. Часто использовались загонные способы охоты с помощью собак. Не меньшую роль в жизни неолитических жителей края играло рыболовство с помощью удочек и сетей, верш и заколов, крупную рыбу били гарпунами из кости и рога. Рацион дополняли продукты собирательства: раки и пресноводные моллюски, орехи и желуди, грибы, ягоды, плоды и корни съедобных растений.
Поселения рязанцев располагались по берегам рек, ручьев, озер и были небольшими: они состояли из нескольких округлых жилищ-полуземлянок диаметром 7—8 м, и насчитывали 25—30 жителей. Жилища имели коническую крышу из жердей, крытых сверху шкурами животных и дерном; внутри, напротив входа, устраивался очаг из камней. Из глины искусно изготовлялись лепные остродонные сосуды с характерным ямочно-гребенчатым орнаментом; одежда шилась из шкур животных с помощью каменных скребков, проколок и костяных игл. Значительная часть историков склонна видеть в племенах рязанской культуры носителей финно-угорской языковой общности.
В эпоху бронзового века (2 тыс. до н. э.) в жизни обитателей Шиловского района произошли значительные изменения. С юго-запада, из района Днепра и Десны, в бассейн реки Оки проникают племена так называемой фатьяновской культуры. Эти пришельцы стояли на гораздо более высокой ступени общественного развития, чем местные охотники и рыболовы, продолжавшие жить в условиях каменного века. Хозяйство фатьяновцев носило уже производящий характер: они знали металлургию меди и бронзы, занимались скотоводством, было им известно и примитивное мотыжное земледелие. Фатьяновцы использовали 2-колёсные повозки, а свою глиняную посуду делали шаровидной формы и украшали отпечатками шнура и геометрическими узорами в виде солярных знаков, ёлочек и зигзагов. Для изготовления одежды, помимо шкур убитых животных, они использовали шерстяные и льняные ткани.
Каменные орудия труда фатьяновских племен поражают совершенством изготовления. Их полированные и просверленные каменные боевые топоры, обычно называемые ладьевидными, представляли лучшие образцы такого рода оружия. Их находят по всей территории Шиловского района. Из камня изготавливались также шлифованные каменные топоры-молоты, долота, резцы, наконечники стрел. Из меди и бронзы фатьяновские литейщики производили высококачественные топоры-кельты, наконечники копий, кинжалы, ножи и украшения.
Городецкая культура просуществовала вплоть до III—IV вв. н.э., когда на территории района ее сменяет культура рязанско-окских могильников. Население, ее создавшее, занималось подсечным земледелием с использованием сохи-рала, на расчищенных от леса полях оно выращивало пшеницу, ячмень, рожь, овес, горох и лен. Важную роль продолжало играть скотоводство и промыслы: охота, рыболовство, собирательство и бортничество. Высокого уровня развития у племен культуры рязанско-окских могильников достигают металлургия и кузнечное дело, художественное литьё и производство ювелирных изделий из электрона, серебра и бронзы, которые богато украшались растительным орнаментом и геометрическими узорами. Судя по материалам погребений, возрастает имущественное неравенство: наряду с бедными могилами, встречаются богатые погребения с большим количеством оружия и украшений. Это особенно относится к захоронениям воинов-дружинников, которые содержат наконечники копий, боевые топоры, ножи и кинжалы. Интересно, что оружие и детали конской сбруи находят и в женских погребениях. Вероятно, к этому времени первобытнообщинный строй у финно-угорского населения Рязанского края уже вступил в стадию разложения, чему способствовали, в частности торговые связи и постоянные военные столкновения с ближайшими соседями — кочевниками южнорусских степей.
Большинство исследователей считают носителей городецкой культуры и культуры рязанско-окских могильников предками современного мордовского народа. Именно от тех далеких времен на землях Шиловского района сохранились финно-угорские названия рек (Ока, Пара, Мильчус) и ряда населённых пунктов (Ерахтур, Нармушадь, Салаур).

Вероятно, к середине 1 тыс. н.э. территорию Шиловского района уже населяли 2 основные группы финно-угорских племен, известные нам из русских летописей: мещера — на левом берегу реки Оки, и мордва — к юго-востоку от реки Оки. Об этом свидетельствуют как данные археологии, так и сведения начальной русской летописи, «Повести временных лет»: 
«А по Оце реце, идеже потече в Волгу, мурома язык свой, и черемеси свой язык, мордва свой язык».
О богатстве и многолюдстве страны «Мордия» писал в своем сочинении «О фемах и народах» византийский император Константин VII Багрянородный (908—959).

Племена мещеры по языку были близки к мордовским, о чем свидетельствует политический деятель и полководец князь А. М. Курбский в своей «Истории о великом князе Московском». Описывая поход русских войск на Казань в 1552 г., он писал: 
«А нас послал тогда [царь]…через Рязанскую землю и потом через Мещерскую, иде же есть мордовский язык».
Памятники археологии Шиловского района эпохи первобытности:
| № п/п | Наименование                | Датировка                             | Местонахождение                                   |
| ----- | --------------------------- | ------------------------------------- | ------------------------------------------------- |
| 1.    | Городище Борок              | III – VII вв.                         | в 300 м к СЗ от с. Борок в урочище "Белые Бугры"  |
| 2.    | Могильник Борок (Ундрих)    | IV – VII вв.                          | в 3 км к С от с. Борок на берегу р. Тырница       |
| 3.    | Поселение Борок I           | III – V вв.                           | на западной окраине с. Борок на берегу р. Пары    |
| 4.    | Поселение Борок II          | бронзовый век                         | в 0,8 км от с. Борок на берегу р. Тырница         |
| 5.    | Поселение Борок VII         | бронзовый век                         | в 1 км к СВ от с. Борок на берегу р. Тырница      |
| 6.    | Поселение Добрынин Хутор I  | бронзовый век                         | в 10 км к СЗ от с. Ерахтур на берегу р. Оки       |
| 7.    | Поселение Добрынин Хутор II | бронзовый век                         | в 10 км к СЗ от с. Ерахтур на берегу р. Оки       |
| 8.    | Городище Городище           | ранний железный век                   | СЗ окраина с. Константинова на берегу р. Оки      |
| 9.    | Поселение Кривцово I        | ранний железный век                   | в 50 м к СВ от д. Кривцово на берегу р. Оки       |
| 10.   | Поселение Кривцово II       | бронзовый век                         | в 400 м к СВ от д. Кривцово на берегу р. Оки      |
| 11.   | Поселение Кривцово III      | бронзовый век                         | в 1 км к СЗ от д. Кривцово на берегу р. Оки       |
| 12.   | Поселение Куземкино VI      | мезолит – неолит, ранний железный век | в 3 км к СЗ от с. Куземкино на дюне "Волчья Гора" |
| 13.   | Поселение Надеино II        | бронзовый век                         | в 300 м к Ю от фермы с. Надеино                   |
| 14.   | Поселение Надеино III       | неолит                                | в 1,5 км к Ю от с. Надеино                        |
| 15.   | Поселение Надеино IV        | бронзовый век, ранний железный век    | в 1,5 км к Ю от с. Надеино                        |
| 16.   | Поселение Надеино V         | бронзовый век                         | в 1,5 км к Ю от с. Надеино                        |
| 17.   | Поселение Санское II        | мезолит – неолит, бронзовый век       | в 1,2 км к ЮЗ от с. Санское на берегу оз. Долгое  |
| 18.   | Стоянка Терехово            | неолит, бронзовый век                 | в 3 км к З от с. Терехово на берегу р. Оки        |
| 19.   | Городище Терехово           | бронзовый век, ранний железный век    | на южной окраине с. Терехово                      |
| 20.   | Могильник Тырново I         | V – VII вв.                           | в 1 км к ЮЗ от с. Тырново на берегу р. Оки        |
| 21.   | Стоянка Тырново I           | бронзовый век                         | в 2 км к СВ от с. Тырново на берегу р. Оки        |
| 22.   | Стоянка Тырново II          | бронзовый век                         | в 1 км к ЮЗ от с. Тырново на берегу р. Чёрной     |
| 23.   | Стоянка Тырново III         | неолит, бронзовый век                 | в 3 км к ЮЗ от с. Тырново на берегу р. Чёрной     |
| 24.   | Поселение Тырново IV        | неолит, бронзовый век                 | в 2 км к ЮЗ от с. Тырново                         |
| 25.   | Городище Фролово I          | ранний железный век                   | в 250 м к З от д. Фролово                         |
| 26.   | Поселение Фролово I         | бронзовый век                         | в 0,5 км к В от д. Фролово на берегу р. Непложи   |
| 27.   | Поселение Шилово I          | бронзовый век, ранний железный век    | в 2 км южнее пгт Шилово на берегу р. Пары         |

### В составе Древней Руси
Интересно, что по данным археологии в X веке финно-угорские городища и селища в бассейне среднего течения реки Оки внезапно и быстро пустеют, а на их месте возникают многочисленные поселения славян, прежде всего вятичей. С севера, более медленно и постепенно, проникали на земли Рязанского края восточнославянские племена кривичей. Но, как свидетельствуют данные летописей, именно вятичи сыграли решающую роль в этногенезе современного населения Рязанщины: «А Вятко седе по Оце, от него же прозвашася вятичи, иже есть рязанци», или «…и седоша ту, и прозвашася рязаньци».

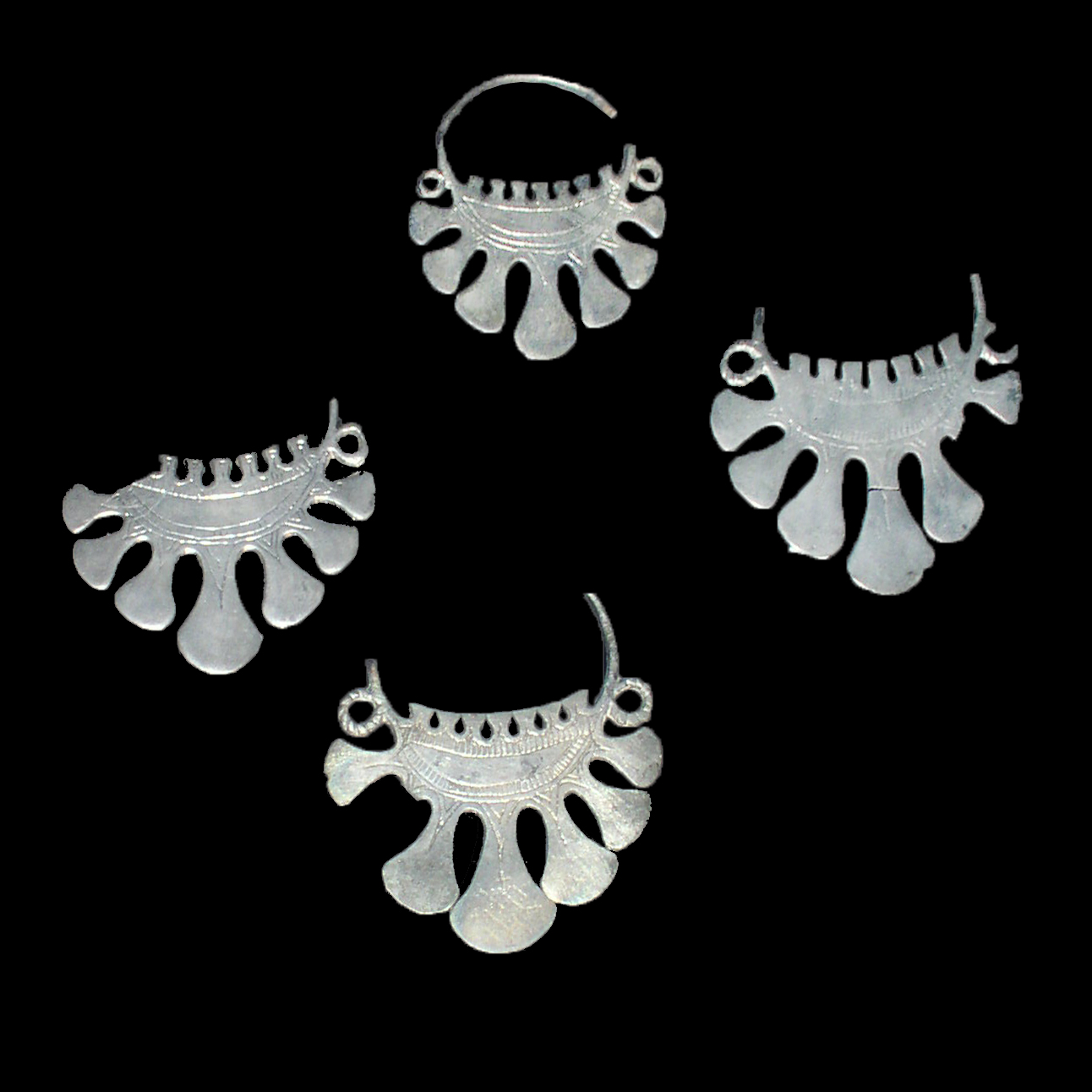
Височные кольца вятичей, X — XII вв.

В процессе переселения восточные славяне двигались вдоль рек, селились по Оке и ее притокам, на лесных опушках. Отношения с местными племенами мещеры и мордвы были у переселенцев вполне мирными. Археологи не нашли следов военных столкновений, летописец также не сообщает о них. Местные финно-угорские племена (мордва, мещера) оттеснялись восточными славянами за реки Оку и Цну, а отчасти ассимилировались.
В дальнейшем территория современного Шиловского района входила в состав Древней Руси, а после начала её феодального дробления — в состав Чернигово-Северского (в 1054—1127 гг.), Муромо-Рязанского (в 1127—1149 гг.) и, наконец, Рязанского (с 1149 г.) княжеств. При этом земли современного Шиловского района с одной стороны являлись их восточной окраиной, пограничьем; с другой — в связи с тем, что через них протекала река Ока, по которой проходил торговый путь на Волгу и Каспийское море, имели важное стратегическое значение.
Одним из  древних город Воин (Воино), наиболее раннее упоминание о котором относятся к 1147 г. В настоящее время доказано мнение Н. В. Любомудрова, согласно которому Воин располагался на месте деревни Городище на западной окраине современного села Константиново у озера Воинского  .
Под 1187 годом в связи с походом в Рязанские земли войск великого князя владимирского Всеволода III Большое Гнездо, упоминается Копанов, который  исследователи отождествляют с современным селом Копаново на реке Оке.
На территории Шиловского района открыто и множество безымянных средневековых городищ, наиболее известные из которых — Запольское, Мосоловское, Ново-Пустынское, Кривцовское, Тереховское, Ирицкое и Инякинское. К этому же времени может быть отнесено и возникновение на высоком берегу реки Оки небольшого городка на месте современного пгт Шилово. Во время археологических разведок здесь было найдено немало предметов, рассказывающих о быте и занятиях древних шиловцев: керамика, украшения, оружие, орудия труда.
В 1237—1240 гг. земли Рязанского княжества, в т. ч. территория Шиловского района, подверглись монголо-татарскому нашествию. Помимо упоминаемых источниками тех лет Рязани (Старой), Коломны, Пронска, Белгорода и Ижеславля, монголы, вероятно, разорили и другие города Рязанской земли. Именно с этого времени прекращает свое существование большая часть городков на территории Шиловского района. Память о монголо-татарском нашествии XIII века дошла до нас не только в виде археологических свидетельств, но и в народных преданиях о том, как по старой Рязанской дороге через села Муратово и Срезнево шли полчища хана Бату (Батыя). А в начале XX века было записано предание об Урсовском городке,  как о вотчине рязанского боярина-богатыря Евпатия Коловрата.
Впоследствии, во второй половине XIII — XIV веке территория Рязанского княжества подвергалась неоднократным татарским набегам и нашествиям, одним из последствий которых было запустение окраинных южных и восточных его земель, в т. ч. территории Шиловского района. Только во второй половине XIV века, в годы правления великого князя рязанского Олега Ивановича (1350—1402), в Рязанской земле начинается новый экономический подъём, возрождаются города. В восточных районах Рязанского края, там где проходила Ордобазарная Большая дорога и ее ответвления, «Список русских городов дальних и ближних» упоминает  города, которые исследователи соотносят с землями Шиловского района: это Воино, Шилов,Копанов и Свинеск. О Воино мы уже говорили выше, Шилов — укрепленная вотчина бояр Шиловских, Копанов– это нынешнее село Копаново, а Свинеск Д. И. Иловайский отождествлял с современным селом Свинчус (М. Н. Тихомиров выдвигал другую гипотезу местонахождения Свинеска).
В 1365 году в земли Рязанского княжества вторглись войска ордынского мурзы Тагая, незадолго перед тем утвердившегося в Мордовской земле (в Наровчате). Тагай с татарами и мордвой внезапно напал на Переяславль-Рязанский, взял город, сжег его и пограбил ближайшие волости и села. Обременённые добычей и большим числом пленников, татары медленно возвращались назад. А между тем великий князь рязанский Олег Иванович не терял времени: быстро собрал значительные силы и вместе с дружинами пронского князя Владимира Дмитриевича и козельского князя Тита Мстиславича догнал татар. Под Шишевским лесом, недалеко от древнего города-крепости Воино,у села Задубровье, степнякам был дан «бой крепок и брань лютая, и сеча злая, и падали мертвые от обеих сторон». Тагай спасся только чудом: бросив на произвол судьбы своё войско и все награбленное добро, он бежал «в страхе и трепети».
Памятники археологии Шиловского района эпохи средневековья:
| № п/п | Наименование                                 | Датировка                  | Местонахождение                                   |
| ----- | -------------------------------------------- | -------------------------- | ------------------------------------------------- |
| 1.    | Поселение Борок I                            | XV – XVII вв.              | на западной окраине с. Борок на берегу р. Пары    |
| 2.    | Городище Городище                            | X – XIII вв.               | СЗ окраина с. Константинова на берегу р. Оки      |
| 3.    | Городище Инякино I                           | XIII – XV вв.              | в 1,5 км к ЮЗ от с. Инякино на берегу р. Мильчус  |
| 4.    | Поселение Инякино II                         | XIII – XV вв.              | в 1 км к СВ от с. Инякино                         |
| 5.    | Курганная группа Инякино I                   | Древняя Русь               | в 1 км к СВ от с. Инякино                         |
| 6.    | Городище Ирицы                               | XI – XIII и XVI – XVII вв. | в 0,3 км к СЗ от с. Ирицы                         |
| 7.    | Селище Константиново I                       | XII – XIII вв.             | в 3 км к ЮВ от с. Санское                         |
| 8.    | Поселение Кривцово I                         | XV – XVII вв.              | в 5 км к СВ от д. Кривцово на берегу р. Оки       |
| 9.    | Поселение Кривцово III                       | XV – XVI вв.               | в 1 км к СЗ от д. Кривцово на берегу р. Оки       |
| 10.   | Селище Куземкино III                         | XIII – XV вв.              | в 1,5 км к ЮЗ от с. Куземкино                     |
| 11.   | Поселение Куземкино VI                       | XII – XIII вв.             | в 3 км к СЗ от с. Куземкино на дюне "Волчья Гора" |
| 12.   | Поселение Надеино II                         | XI – XIII вв.              | в 300 м к Ю от фермы с. Надеино                   |
| 13.   | Городище Новая Пустынь I (Разбойный Городок) | XII – XIII вв.             | в 2,5 км к С. от с. Новая Пустынь                 |
| 14.   | Поселение Ряссы I                            | XII – XIII вв.             | С окраина с. Ряссы                                |
| 15.   | Поселение Ряссы II                           | XII – XV вв.               | 0,6 км к С от с. Ряссы                            |
| 16.   | Селище Санское I                             | XIII – XV вв.              | 0,5 км к ЮВ от с. Санское у оз. Ратное            |
| 17.   | Поселение Санское II                         | XII – XIII вв.             | в 1,2 км к ЮЗ от с. Санское у оз. Долгое          |
| 19.   | Селище Санское III                           | XII – XIII вв.             | в 2 км к ЮЗ от с. Санское у оз. Долгое            |
| 20.   | Поселение Тырново II                         | XVI – XVII вв.             | в 1,2 км к ЮЗ от с. Тырново на берегу р. Чёрной   |
| 21.   | Поселение Тырново III                        | XII – XIII вв.             | в 3 км к ЮЗ от с. Тырново на берегу р. Чёрной     |
| 22.   | Поселение Тырново IV                         | XIII – XVI вв.             | в 2 км к ЮЗ от с. Тырново                         |
| 23.   | Поселение Тырново XI                         | X – XIII вв.               | на ЮЗ окраине с. Тырново                          |
| 24.   | Городище Шилово                              | X – XIV вв.                | в 200 м к СВ от церкви пгт Шилово                 |
| 25.   | Поселение Шилово I                           | средневековье              | в 2 км к Ю от пгт Шилово на берегу реки Пары      |

### В составе Российского царства
В XVI в., после присоединения в 1521 г. Великого княжества Рязанского к Российскому государству, в целях безопасности южных границ строится знаменитая Большая засечная черта. По землям Шиловского района прошли две линии засек — Сапожковская (Липская) и Шацкая. Обе эти линии укреплений прикрывали (Ордобазарную Большую дорогу). В летнюю пору, когда угроза татарского нападения усиливалась, в Тереховский городок (ныне село Терехово) посылался московский боярин с воинским отрядом. Засечную и сторожевую службу несли и местные дворяне.
Наиболее крупным феодалом Шиловского края в XVI—XVII вв. была православная церковь: здесь размещались владения рязанского архиерея и  монастырей —Облачинского,Терехова Воскресенского, Федосеева Благовещенского и Николо-Лапотного. Наиболее крупным был Терехов Воскресенский монастырь: ему принадлежало примерно 1/3 территории современного Шиловского района. Села и деревни окрестностей Ерахтура находились в собственности касимовских ханов («царей»), а само село Шилово по-прежнему принадлежало дворянскому роду Шиловских. Кроме помещичьей усадьбы и крестьянских дворов в Шилово во второй половине XVI в. имелась крупная хлебная пристань.

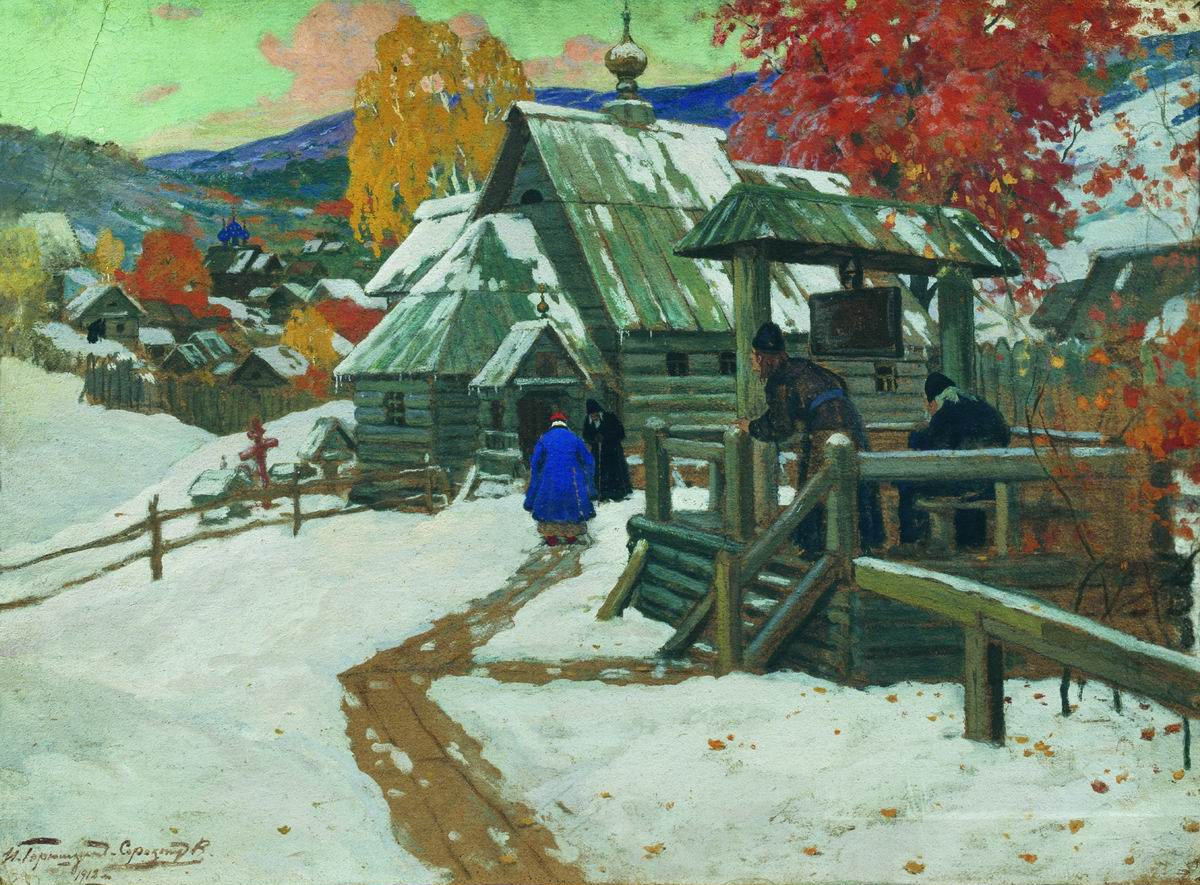
Скит. Художник И. Горюшкин-Сорокопудов.

В административном отношении земли Шиловского района в это время входили в состав Старорязанского стана Рязанского уезда, Борисоглебского стана Шацкого уезда и Рубецкой волости Елатемского уезда.
XVII в. начался в России бурей Смутного времени и 1-й Крестьянской войны под руководством И. И. Болотникова. Прямых свидетельств участия шиловцев в войне под руководством И. И. Болотникова нет, но документы, рисуя Рязанский уезд сплошным очагом восстания, в числе городов, занятых повстанцами, упоминают Песочен — современное село Песочня Путятинского района. Песочень был расположен на Липской засеке, в нескольких верстах от Шилова, так что участие в бунте населения шиловских сел и деревень вполне вероятно.
Голод, разруха, опустошительный поход польского пана Лисовского в 1616 г., спалившего многие села и деревни, и разорившего Терехов Воскресенский монастырь, обилие казаков и беглых холопов, занимавшихся грабежом на дорогах, приводят к тому, что села и деревни пустеют. Так, по данным 1676 г. в селе Шилово числилось всего 24 крестьянских двора.

### В составе Российской империи
Конец XVII — первая половина XVIII вв. для Шиловской земли — период очень сложный, противоречивый, запутанный. Все дальше на юг от реки Оки продвигаются границы России, все новые и новые земли осваиваются в бывшем Диком поле. Ветшают за ненадобностью засечные укрепления, поля недавних и давних сражений распахиваются сохой землепашца-крестьянина. 

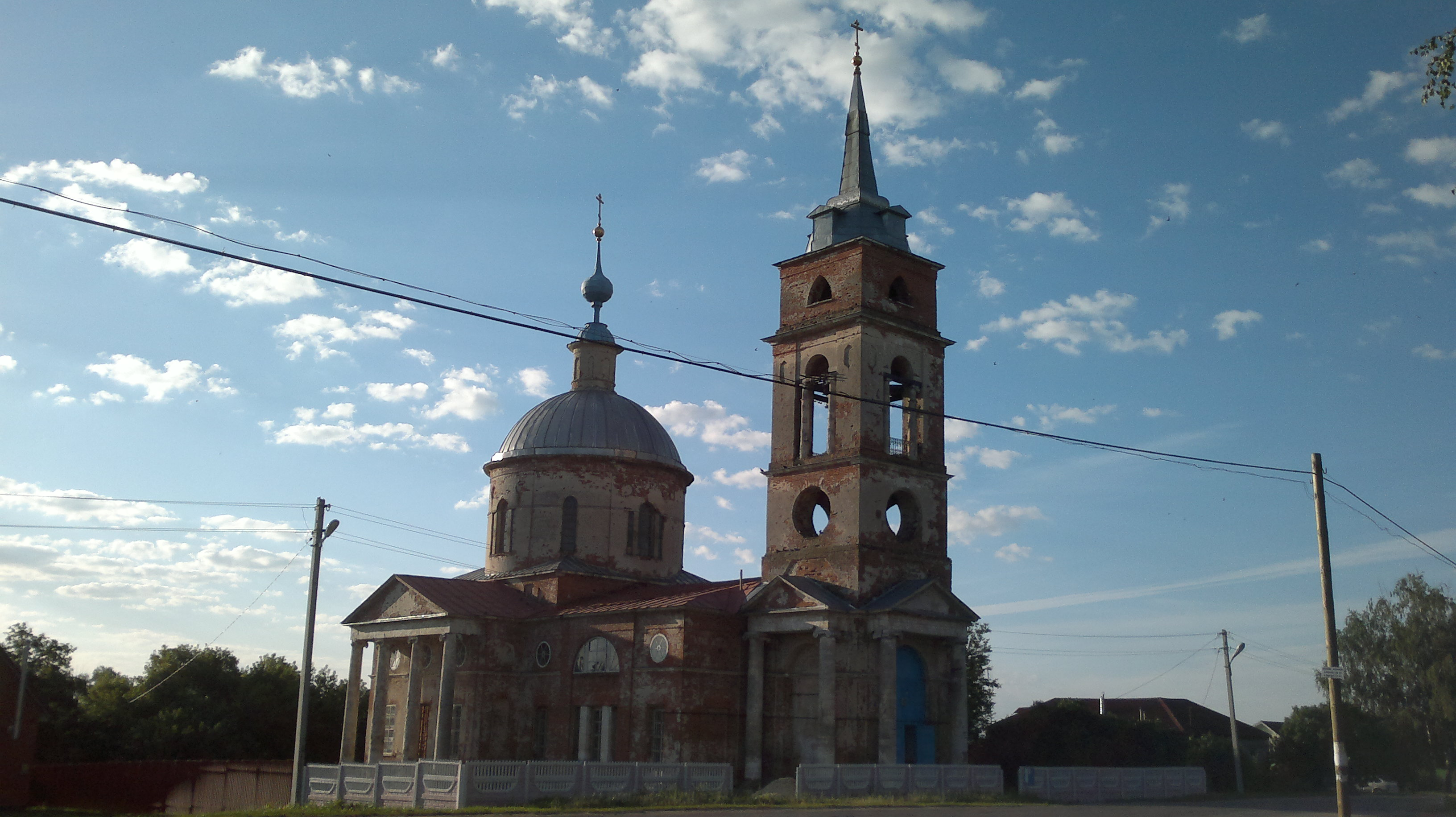
Шиловский район, село Желудево. Храм Рождества Христова (Христорождественская церковь), 1830 г.

В результате реформ местного управления, проведенных в начале XVIII в. царем Петром I (1682—1725), изменилась административно-территориальная подчиненность земель будущего Шиловского района. Реформы проводились в два этапа. Вначале в 1707—1710 гг. были учреждены достаточно большие по размеру губернии во главе с губернаторами, затем в 1719 г. — провинции во главе с провинциальными воеводами. В результате западная часть Шиловского района (до реки Тырницы) вошла в состав Переяславль-Рязанской провинции Московской губернии, восточная часть (за рекой Тырницей) — в состав Шацкой провинции Азовской (позднее — Воронежской) губернии.
Дух петровских преобразований медленно, но все же проникал в шиловский край. В 1740 г. крупный землевладелец и промышленник Масолов открывает Непложский чугуноплавильный и железоделательный завод. Железная руда для него завозилась из Пронского уезда, а работали на заводе крепостные крестьяне. В XVIII в. здесь числилось 176 работников, а в 1833 г. — 731. Выпускал завод чугунные изделия, железо связное и т. п. В 1840 г. хозяин закрыл завод.
В 1778 г., в результате новой реформы местного управления осуществленной императрицей Екатериной II (1762—1796), была учреждена Рязанская губерния в составе 12 уездов. Земли Шиловского района вошли в состав Спасского, Касимовского и частично Сапожковского уездов. Это административное деление сохранялось, с небольшими изменениями, вплоть до 1929 г.
Во второй половине XVIII — первой половине XIX в. мануфактуры и заводы возникали чаще всего в помещичьих в имениях. Так, Лунины держали в Задубровье суконную фабрику. Такая же фабрика была в имении Шредер (с. Сасыкино). Две фабрики, суконную и бумажной материи, устроил в селе Инякино герой Бородинского сражения Олсуфьев. Работало на территории нынешнего Шиловского района и несколько винокуренных заводов: в селе Ирицы (его владельцем перед реформой 1861 г. был Фалеев), в Салауре (владелец Оленин) и др.

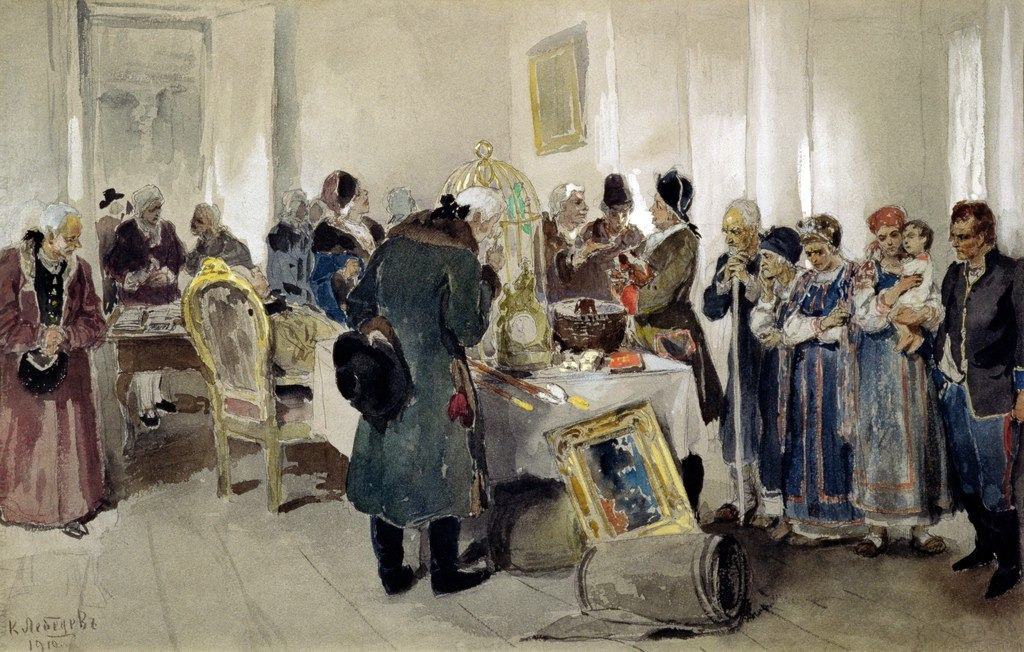
Продажа крепостных с аукциона. Художник К. Лебедев.

В больших и малых поместьях царили произвол и жестокость. Помещики, полновластные хозяева земли и души мужичьей, старались всеми средствами выжать, выколотить из своих крепостных как можно больше доходов. «Здешнее крестьянское житье по осведомлению во весь год ежемесячно таким порядком происходит. Как весною с апреля месяца начнется пашня, то даже по октябрь месяц упражняется крестьянин в земледелии и в собирании произрастаний с полей в гумна и травы с сенокосов» — так писал рязанский губернатор о крестьянской жизни в 1767 г. Пахали свое и господское поле сохой, жали хлеб серпами. Лишь некоторые земледельцы пытались наладить более продуктивную уборку хлеба — косой.

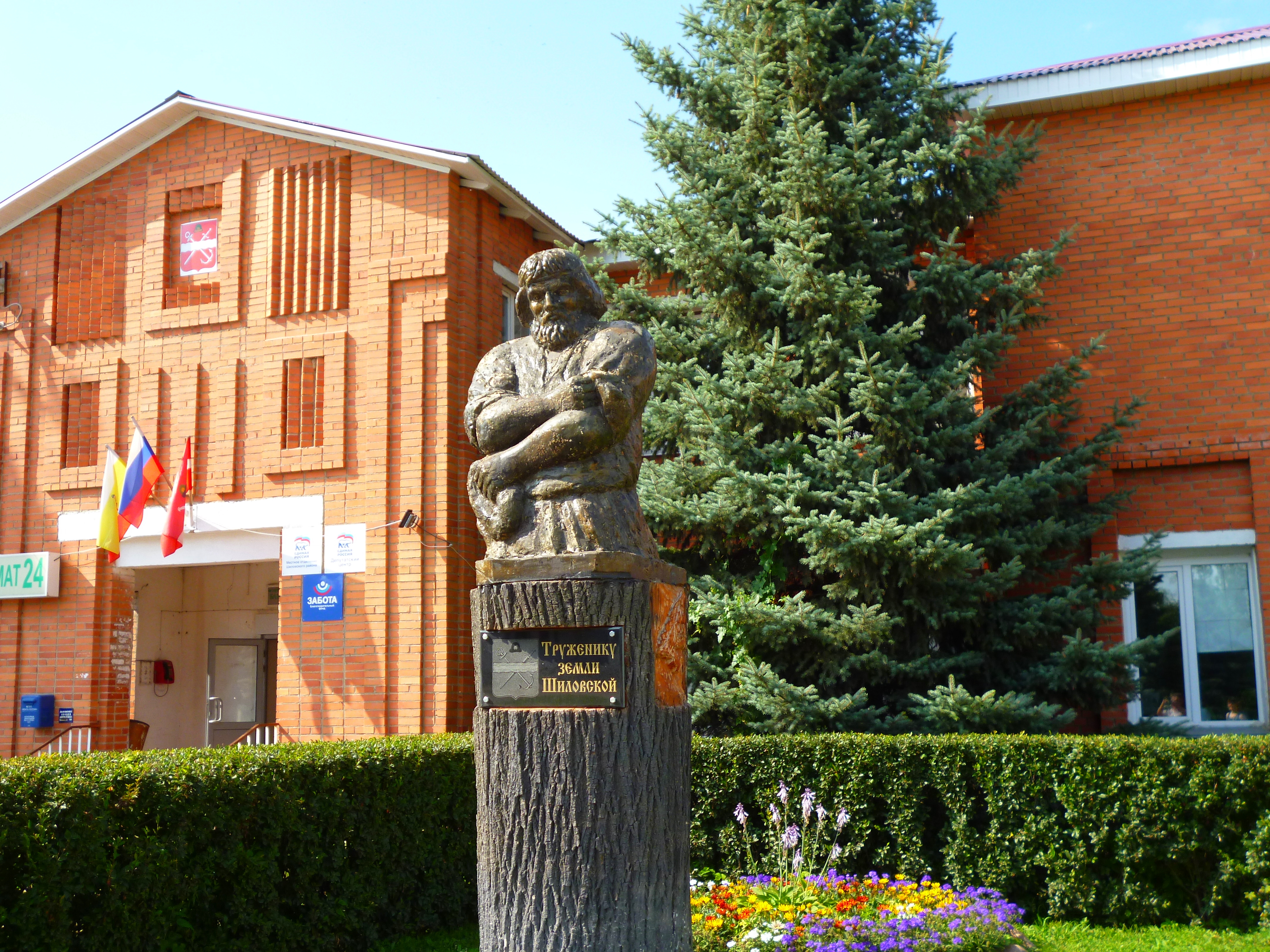
Шиловский район, пгт Шилово. Памятник «Труженику земли Шиловской», 2014 г.

В отмене крепостного права в 1861 г. крестьяне с самого начала заподозрили обман, и по всей губернии начались выступления «освобожденных».
Одной из форм протеста против несправедливого закона был отказ принять уставные грамоты (с. Ерахтур, имение Демидова. Выступление произошло весной 1862 г.), другой формой — отказ крестьян, находившихся на оброке, платить оброк и недоимки по нему (с. Юшта и дер. Муромка, имение Колемина. Выступление произошло в 1861 г.). В деревне Окулово (Акулово) крестьяне активно начали бороться за снижение оброка, и размер оброка был снижен на 1 р. 50 коп. с души мужского пола.
В селах и деревнях, входящих ныне в состав Шиловского района, душевые наделы, получаемые крестьянами по реформе, были невелики: длиной от 20 до 100 сажен, шириной от 1 до 6 аршин. Такие мизерные наделы, естественно, не могли обеспечить жизнь, и потянулся поток «отходников» в другие места Российской империи, на заработки. С каждым годом поток этот все увеличивался: крестьяне теряли наделы, их отбирали из-за недоимок. В Инякинской волости в 1860-е гг. было 40 безземельных крестьянских хозяйств, а к концу 1870-х гг. их стало уже 280. Отходничеством занимались и женщины. Из села Борки 4 крестьянки занимались «приработком» на пристани, 7 работали в Одессе. Из села Инякино 4 женщины работали на фабрике, 2 — чернорабочими.
Второй важной чертой пореформенной деревни было развитие кустарных промыслов и усиленный рост мелких промышленных предприятий. Если до отмены крепостного права в селах крестьянские промыслы играли вспомогательную роль, то в пореформенной деревне появляются центры кулечно-рогожного промысла (село Мосолово), по производству хомутных клещей и деревянных частей седел (села Занины Починки и Тырнова Слобода), где промыслом занимались круглый год. Происходит бурное развитие крахмало-паточной промышленности с возникновением множества мелких крахмало-паточных и крахмало-терочных заводов (Авдотьинский, Шиловский, Ирицкий, Борокский и др.). Текстильные же предприятия закрываются.
На протяжении веков река Ока была важнейшим торговым путём, связывавшим Центр с Поволжьем. Поэтому как имеющие большое стратегическое значение фигурируют пристани на Оке: Шилово, Тырнова Слобода, Копаново. Шиловская пристань была одной из самых крупных в Спасском уезде. В 1893 г., после постройки Московско-Казанской железной дороги, Шилово становится и крупной железнодорожной станцией, но, как и прежде, остается сравнительно небольшим селом. К моменту отмены крепостного права в селе Шилово было 52 двора, а к 1905 г. — 81. в то же время, например, в селе Ерахтур числилось 422 двора, в деревне Куземкино — 167 дворов.
Шиловские крестьяне приняли активное участие в 1-й Русской революции 1905—1907 гг. 22 марта 1905 г. исправник Сапожковского уезда доносил, что на крестьян вверенного ему уезда отрицательно действуют слухи, распространяемые крестьянами села Шилово Желудевской волости Спасского уезда: они призывали громить усадьбы помещиков. Такие слухи могли зародиться только под влиянием агитации. И действительно, еще 1 января 1905 г. на станции Шилово был арестован некий человек, распространявший между чинами военного поезда запрещенную литературу. На все годы революции Шилово становится теми воротами, через которые в Спасский уезд проникает революционная литература. Привозили ее из Москвы машинисты И. Нестеров и Бербиков. Разъезжал по уезду с агитационными целями студент Денисов (видимо, уроженец с. Санское. Возможно, с его деятельностью связано появление в Санском первого номера ленинской газеты «Искра» — тайник газет был обнаружен в 1960-е гг. при ремонтных работах в бывшем доме купца Подлазова). Сильное большевистское влияние на крестьян отмечалось в селах Терехово, Тырново, Инякино.
12 ноября 1905 г. произошло столкновение крестьян села Шилово с карательным отрядом, направлявшимся на подавление бунта в Сапожковский уезд. На станции Шилово каратели должны были пересесть на подводы, но шиловцы подвод им не дали. Когда вице-губернатор приказал отобрать подводы и лошадей силой, мужики возмутились, стали собираться большой толпой и разошлись только после того, как был отдан приказ отрыть огонь. Несколько позднее, в декабре 1905 г. железнодорожники станции Шилово приняли активное участие в стачке. В стачечный комитет Рязанского узла вошел слесарь депо станции Шилово А. И. Калошин. За участие в декабрьской забастовке было уволено 17 железнодорожников и 6 служащих станции Шилово, 4 служащих арестовано.
События 1905 г. заставили губернские верхи по-новому взглянуть на Шилово: за селом устанавливается строгий жандармский надзор.
Аграрное движение, охватившее летом 1905 г. ряд сел района, к лету 1906 г. приняло повсеместный характер. Так, в июне 1906 г. мужики деревни Бортниково самовольно разделили и скосили луга. В Ирицах делались неоднократные попытки рубить помещичьи леса. Возрастает и политическая активность крестьян: на местах проводятся сходы, выбираются новые старосты, волостные власти. В октябре 1906 г. в селе Терехово сход крестьян самовольно сместил волостного старшину и с единодушным одобрением слушал агитаторов Д. М. Гаврикова и Г. Л. Стрюкова, призывавших к свержению царизма. На сходе в селе Задубровье в августе того же года крестьяне приняли решение не платить казённые и земские сборы.
В марте 1907 г. ряд сел охватило антицерковное движение. Уменьшить плату за требы решили крестьяне Лубоноса, Илебников, Борок. В Илебниках, кроме того, молодые крестьяне пытались разгромить усадьбу священника, из-за чего произошли столкновения с полицией.
К лету 1907 г., когда ожидался новый всплеск «аграрных беспорядков», губернатор писал, что жандармские части необходимо разместить либо в Шилово, либо в одном из ближайших селений. Отряды пешей и конной стражи, готовые по первому сигналу броситься на расправу, расположились в Новоселках, Ирицах, Авдотьинке.

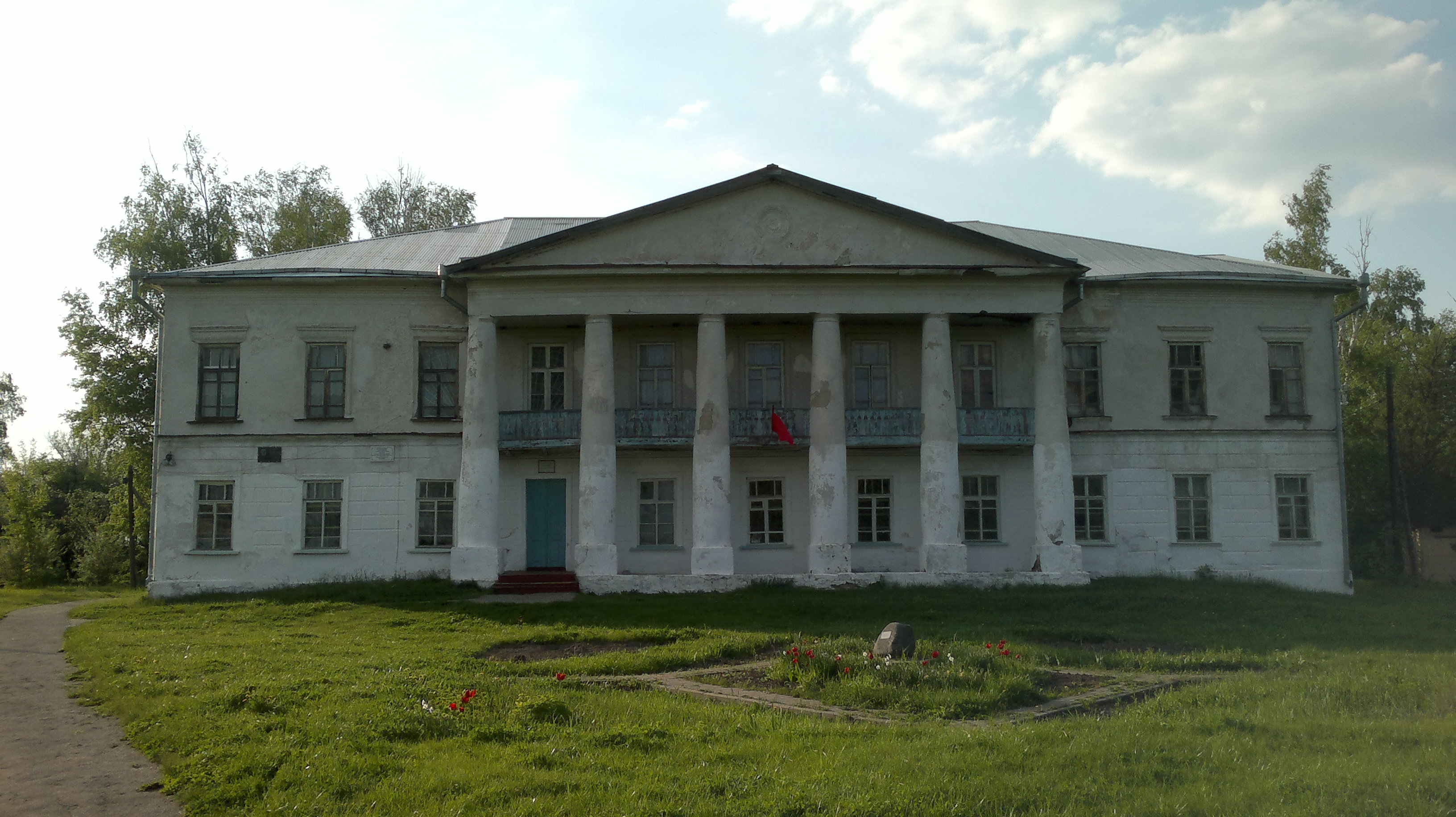
Шиловский район, село Лунино. Усадебный дом дворян Луниных, конец XVIII – начало XIX вв.

2 июля 1907 г. крестьяне села Ирицы намеревались самовольно скосить луга помещицы Холщевниковой. Попытки жандармов разогнать крестьян не увенчались успехом. Тогда командир отряда приказал открыть огонь. 10 раненых, 1 убитый — таков итог этого трагического события. Кровавая расправа над ирицкими крестьянами завершила цепь революционных выступлений на территории района. Полицейский надзор за Шиловым и окрестными селами, продолжавшийся и после 1907 г., возымел действие: вплоть до Февральской революции 1917 г. в Шилово было более или менее спокойно.
Новая волна выступлений крестьян началась после февраля 1917 г. По воспоминаниям старожилов, весть об отречении царя была воспринята большинством с радостью. Группа наиболее активных шиловцев разоружила урядника и пристава. У церкви состоялась манифестация, были отменены уроки в школе. Крестьяне верили, что наконец-то решится аграрный вопрос. Но, несмотря на туманные обещания Временного правительства, уже к лету стало понятно, что раздела помещичьих владений не будет. К осени 1917 г. общее положение ухудшилось в связи с голодом. Борьба за хлеб принимает ожесточенный характер. Участились случаи зверского обращения кулаков с батраками. Например, кулаки деревни Ванчур наказали батрачку — вдову Акулину Демину, взявшую немного муки из амбара хозяина: ее водили по деревне с листом железа на шее, периодически избивая. Потерявшую сознание, окровавленную женщину бросили у порога собственного дома.
Разочарование крестьян в политике Временного правительства привело к тому, что в ряде сел крестьяне сами стали решать аграрные проблемы. В июне 1917 г. крестьяне села Илебники и деревни Мунор разделили на сенокос поляны в лесу. В июле 1917 г. помещичьи угодья стали косить крестьяне сел Увяз и Большие Пекселы, а в начале августа — деревень Погари и Мунор.
В сентябре 1917 г. крестьяне Илебников, Мунор и Сергиевки принялись самовольно вырубать помещичьи леса. О действиях «граждан крестьян» стало известно начальнику Касимовской уездной милиции, который предпринял соответствующие меры к «прекращению самоуправства». Но «граждане крестьяне» не только не подчинились милиционерам, но и нанесли «оскорбление действием» помощнику управляющего имением и лесному сторожу.

### Советский период

#### Довоенная эпоха
29 октября 1917 г., после получения известия о победе Октябрьской революции 1917 г. в Петрограде, железнодорожники станции Шилово, вместе с другими  железнодорожниками участка Рязань — Чучково, проголосовали за передачу всей власти в руки Советов. 12 декабря 1917 г. в Спасске состоялся уездный съезд Советов, который принял решение передать Советам всю полноту власти в уезде. Началось создание органов новой власти на местах. И хотя еще в начале декабря 1917 г. председатель Спасской уездной земской управы разослал по волостям воззвание, направленное против большевиков, организованного сопротивления произошедшему перевороту оказано не было. Правда в некоторых волостях антисоветские настроения были сильны. Так 13 января 1918 г. губернская газета «Искра» писала:  
«Создать орган совета крестьянских депутатов в Занинской волости было невозможно, так как мешали некоторые лица, которые занимали видные должности в волостных земствах, распространяя разные слухи, срывая собрания».
Вместе с тем в ряде волостей Спасского уезда создание органов советской власти проходило успешно. В Рясской волости 2 января 1918 г. на совместном заседании Совета крестьянских депутатов и земских гласных все единогласно проголосовали за упразднение земства и передачу всей власти Совету. В селе Заполье на общем собрании крестьян была принята резолюция: «Со всеми, кто думает посягнуть на жизнь наших выборных, мы общим собранием единогласно постановили расправляться с таковыми людьми самым решительным образом, не давая никакой пощады». В самом Шилово советская власть была установлена в декабре 1917 г.
В первую очередь Советы занялись решением аграрного вопроса на местах. Претворение в жизнь «Декрета о земле» предполагало, прежде всего, конфискацию помещичьих имений и передел земли. В январе 1918 г. Рязанский Совет Советов обратился к населению со специальным воззванием о бережном отношении к конфискованному имуществу. Действительно, в ряде мест усадьбы разграблялись полностью: так, например, «конфисковали» в январе 1918 г. имение в селе Аделино крестьяне селений Наследничье, Сергиевка и Павловка. Но в большинстве населённых пунктов конфискация имений и передел земли проходили спокойно.
К моменту переворота наибольшим влиянием на местах пользовалась партия эсеров, и большевики предпринимают усилия для ее вытеснения. В 1918 г. в волостях создаются первые ячейки РКП(б). Это Копановская, Занино-Починковская, Дубровская ячейки в Касимовском уезде, Инякинская — в Спасском. Созданная в начале 1918 г., Инякинская партийная ячейка к маю насчитывала в своих рядах уже 50 членов. Вторая крупная ячейка РКП(б) создается в августе 1918 г. при Занино-Починковском военном комиссариате.
Однако введение продразверстки, фактическая подмена власти Советов на местах комбедами и проведение мобилизаций в Красную Армию привели осенью 1918 г. к массовому крестьянскому восстанию в ряде сел современного Шиловского района. Во главе выступления вставали зажиточные крестьяне, бывшие офицеры царской армии, эсеры.  На участке Шелухово — Шилово — Чучково выступление возглавил бывший офицер царской армии Козловский. Кулаки расправлялись с партийными и советскими работниками, активистами. В Ерахтуре был убит коммунист Лунин, в Занино-Починках издевательствам подверглись семьи коммунистов. Чтобы обеспечить себя оружием, мятежники попытались захватить пароход «Витязь», шедший с оружием в Касимов, но ни в Терехове, ни в Тырновой Слободе, ни в Дубровке сделать этого не удалось. Восстание было плохо организовано, а повстанцы вооружены чем попало. У немногих были охотничьи ружья и винтовки, отнятые у железнодорожной охраны. Основная масса участников выступления, выплеснув свой гнев, разошлась по домам. К 9 ноября 1918 г. основные очаги восстания были ликвидированы.

В 1919 г. острейшим вопросом в условиях разрухи и Гражданской войны становится обеспечения продовольствием. 19 декабря 1919 г. на совместном заседании Рязанского губисполкома и губкома РКП(б) было принято решение за 10 дней отгрузить голодающей Москве 800 тыс. пудов картофеля. А уже 22 или 23 декабря 1919 г. В. И. Ленин читает телеграмму председателя Спасского уисполкома Любасова с сообщением о том, что на станциях Шилово и Ясаково грузятся 10 тыс. пудов картофеля. 3 января 1920 г. уполномоченный Губисполкома рапортует: 
«За период с 25 декабря по 2 января погружено и отправлено в Москву в адрес Наркомпрода 109 вагонов картофеля, из них со станции Шилово — 73, Шелухово — 16... Погрузка продолжается».

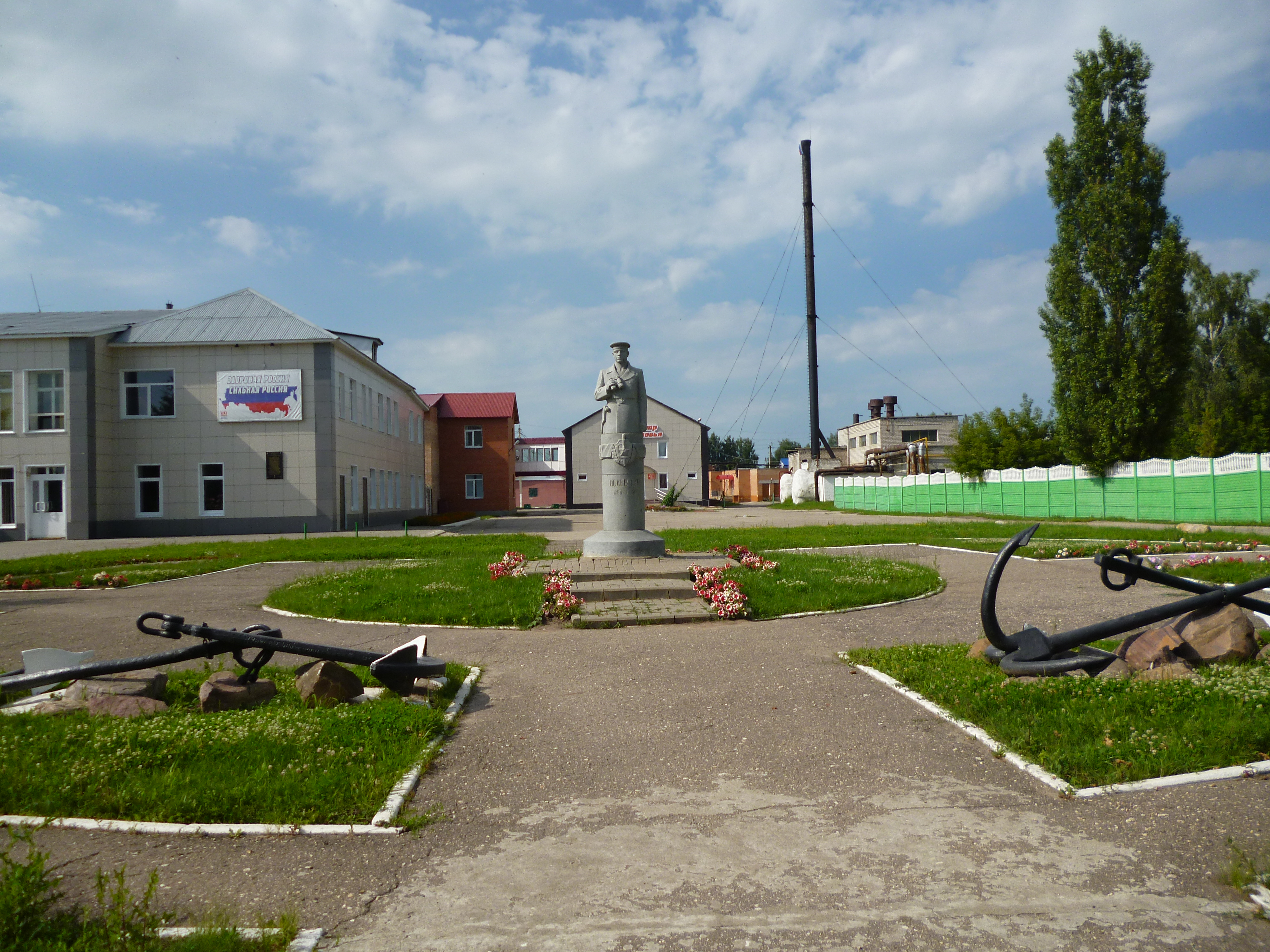
Шиловский район, пгт Шилово. Памятник балтийскому моряку и первому начальнику Шиловского волостного отделения милиции Василию Яковлевичу Исаеву, 2001 г.

В течение 1918—1919 гг. в селах и деревнях Спасского и Касимовского уездов проходила национализации местной промышленности. В этот период были национализированы Задубровский, Ибредский, Елизаветинский, Шиловский крахмало-терочные заводы, Аделинский спиртоводочный, Задубровский лесопильный. Появляются предприятия, созданные Советами крестьянских депутатов: кирпичные заводы в Березове, Желудеве, Инякине и др. Национализация частных промышленных предприятий была в основном завершена к 1920 г.
В годы Гражданской войны многие шиловцы сражались в рядах Красной Армии. В составе Кавказского советского железного полка воевал Г. И. Чапурин, моряк-балтиец И. Демидов принимал участие в подавлении Кронштадтского мятежа. Рискуя жизнью, спас в Каспийском море в 1919 г. подводную лодку «Минога» В. Я. Исаев. Именем героически погибшего в бою М. И. Лоханкова была названа одна из типографий Ленинграда. П. А. Староверов и Т. С. Зуйков воевали в 25-й стрелковой дивизии В. И. Чапаева. Много уроженцев Шиловского района сражалось в рядах 1-й Конной армии, среди них — С. В. Дергунов.
В условиях Гражданской войны и разрухи, проведения продразверстки сельское хозяйство в целом ряде селений нынешнего Шиловского района оказалось не способным прокормить большие крестьянские семьи, что заставляло крестьян искать дополнительные заработки. В начале 1920-х гг. многие крестьяне села Шилово кормились ямщичеством: перевозили пассажиров и грузы со станции Шилово в Касимов, Ижевское и другие места. В навигацию подрабатывали на пристани грузчиками и опять-таки на перевозках.
После окончания войны и начала новой экономической политики (НЭПа) отсталая система земледелия, господствовавшая в крестьянских хозяйствах, поставила перед молодой республикой проблему обучения крестьян агрономии. Для решения этой задачи в наиболее крупных селах открываются сельскохозяйственные курсы и школы. В Шилово образцовые сельскохозяйственные курсы были открыты в 1922 г.
Огромное значение для стабилизации жизни сельского населения имела ликвидация банд, в составе которых были и дезертиры, и эсеро-кулацкие элементы, и белогвардейцы, и уголовники. Ликвидацией бандитизма в районе села Шилово в 1921—1925 гг. занимался уроженец села Сасыкино, герой Гражданской войны, чекист В. Я. Исаев.
В 1924 г. происходят изменения в административном делении Рязанской губернии. Шилово становится волостным центром. На 1 января 1925 г. Шиловская волость объединяла 9 сельсоветов с населением в 26 952 чел. Став волостным центром, растет и само Шилово: по данным 1926 г. здесь проживало 1513 жителей. Кроме крестьянских наделов в Шиловской волости были земли совхоза «Ямская слобода» (позднее совхоз «Шиловский» у дер. Авдотьинка) и совхоза «Аделино». Продолжает развиваться и местная промышленность. В Шилове начинает работать кондитерская фабрика, расширяют производство крахмальные заводы. К 1927 г. Авдотьинский крахмальный завод выпускал 1359 т сухого крахмала, Шиловский — 845 т.
В декабре того же 1927 г., согласно решениям XV съезда ВКП(б), правительство СССР взяло курс на коллективизацию индивидуальных крестьянских хозяйств и создание колхозов. Одновременно осуществлялась административно-территориальная реформа. 12 июля 1929 г. Рязанская губерния была упразднена, а ее территория включена в состав вновь созданной Московской области, в составе которой был организован Рязанский округ. На местах упразднялись уезды и вводилось деление на районы. На территории Шиловской земли было создано 3 района: собственно Шиловский, Ерахтурский и Шелуховский. В октябре 1930 г. округа, в т. ч. Рязанский, были ликвидированы и районы вошли непосредственно в состав Московской области.
В сельской местности в это время создается материально-техническая база для проведения коллективизации. Еще в 1927 г. Рязанский губисполком и губком партии наградили Шиловский волостной комитет общественной взаимопомощи за хорошую работу среди бедноты первым трактором «Фордзон». А уже к осени 1929 г. только в Шиловском районе при комитетах крестьянской взаимопомощи было 12 прокатных пунктов, располагавших 60 сельхозмашинами. В 1930 г. в селе Шилово открываются тракторные мастерские, а для коллективных хозяйств района выделяется 65 тракторов.
Значительную помощь в организации колхозов оказывали рабочие города Москвы. Например, по плану-договору замоскворецких предприятий в подшефном селе Красный Холм в 1927—1928 гг. на «организацию коллективных предприятий бедноты» было выделено 500 руб. В 1930 г. те же предприятия-шефы направили в Шиловский район ремонтную бригаду на период сельхозработ. Наиболее достойные рабочие в годы коллективизации были направлены на работу в село. Среди них — первый председатель Шиловского райисполкома Малюгин (рабочий завода «Красное Замоскворечье»), председатель Березовской сельхозартели Прошляков и другие.
Сельскохозяйственные артели на территории Шиловской волости стали организовываться в 1928 г. Одна из первых — сельхозартель в селе Березово. Через год в ней насчитывалось 250 хозяйств, назвали колхоз символично — «Новая Деревня». Весной 1929 г. в селе Тырнова Слобода создаются два товарищества по совместной обработке земли (ТОЗа). В это же время создается ТОЗ в селе Инякино, а в ноябре 1929 инякинские крестьяне создают колхоз «Доброволец».
К концу 1929 г. в районе было 24 колхоза. Среди них наиболее крупные: «Самолет» (с. Желудево и дер. Ибредь) — 346 хозяйств, «Коммунар» (дер. Сельцо-Сергиевка) — 185 хозяйств. В поселке Первомайском Березовского сельсовета в колхоз объединились все бедняцко-середняцкие хозяйства, село Тырнова Слобода в начале 1930 г. представляло собой сплошное колхозное хозяйство. В 1930 г. крестьяне села Шилово организовали колхоз «Смычка». Первым председателем его был избран С. Ф. Гришин. Одновременно с созданием коллективных хозяйств организуется новый совхоз «Гигант». К осени 1929 г. будущему совхозу передают свои земли вдоль реки Оки села Шилово, Юшта, Борок, Березово. Зимой 1931 г. совхоз «Гигант» был разделен на три совхоза: «Шиловский», «Пролетарский» и «Яльдино».

Коллективизация проводилась зачастую путём насилия и сопровождалась раскулачиванием. В книге «Из истории коллективизации сельского хозяйства Рязанской области» (1962) сообщается, что в ряде сел Шиловского района из-за перегибов в ходе коллективизации в 1930 г. наблюдался массовый выход из колхозов. В селе Нармушадь было подано 90 заявлений о выходе из колхоза, в селе Ерахтур — 150 заявлений. В документе сообщается:
«Тяга к выходу из колхозов продолжается. Заявления пишутся коллективно, иногда форма заявлений подается известными уловками — в кругу, чтобы не узнать, кто первый подал заявление. В числе выбывающих большинство — беднота. В селе Ерахтур крестьяне требуют возврата обобществленных лошадей…».

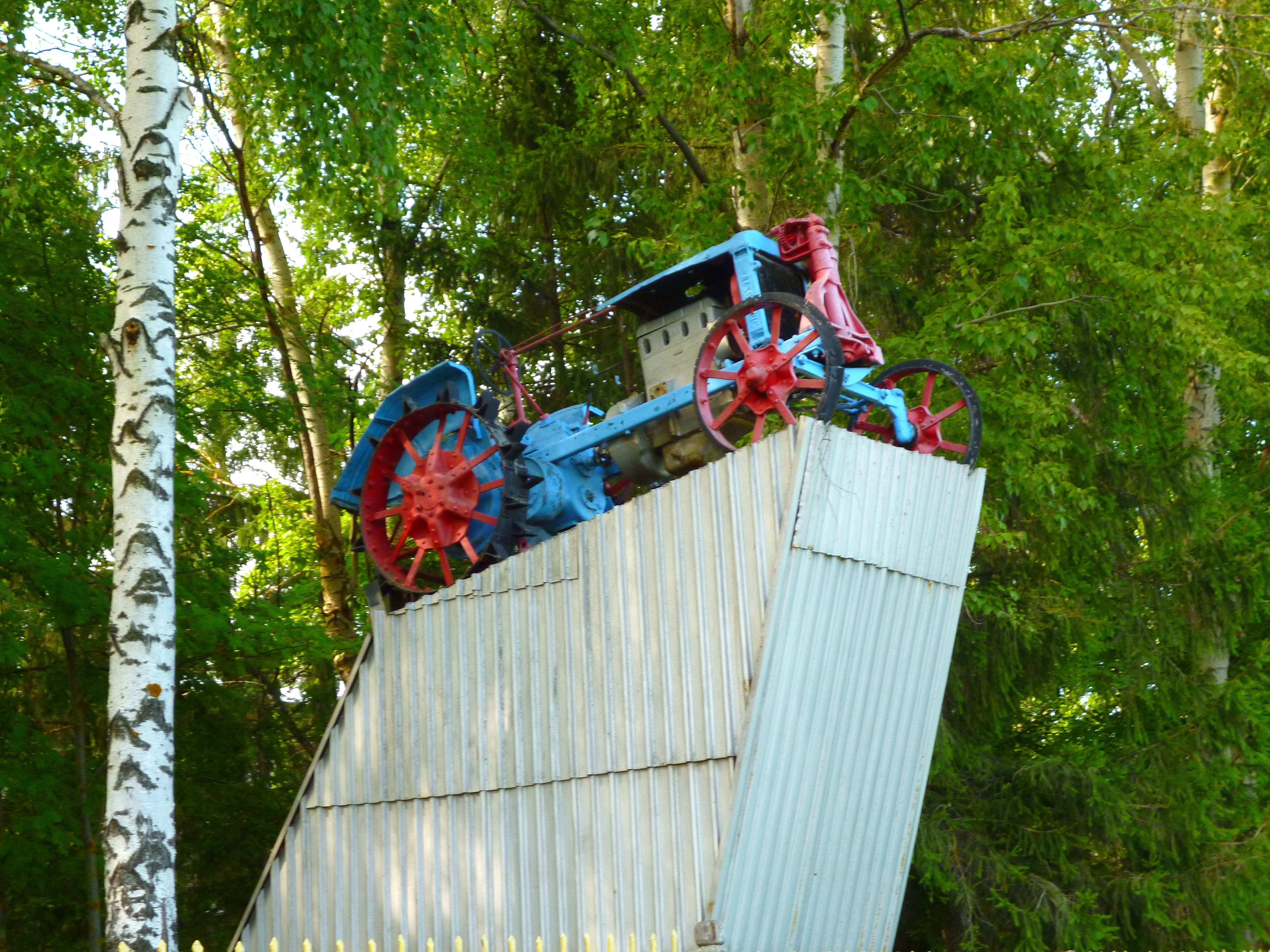
Шиловский район, село Инякино. Памятник работникам сельского хозяйства.

С весны 1934 г. началось соревнование между колхозами зон Шиловской и Спасской МТС. Лучшие сельхозартели, победители соревнования, заносились на областную Доску почёта. В числе передовых хозяйств в 1935 г. был колхоз имени С.М. Кирова (село Санское). Вообще этот колхоз в предвоенные годы славился далеко за пределами района, неоднократно участвовал во Всесоюзных сельскохозяйственных выставках. В 1937 г. колхозу имени С.М. Кирова было вручено переходящее Красное знамя, а в начале 1940 г. колхоз был награжден орденом «Знак Почета». Далеко за пределами района были известны имена колхозников-стахановцев Ф. И. Черкасовой, П. С. Корнечихиной, П. Н. Ковровой. В ряде колхозов района создаются школы передового опыта, сельскохозяйственные кружки. В колхозе «Молот» (с. Ирицы) в конце 1930-х гг. действовал кружок агротехники, на занятиях которого 150 человек осваивали науку больших урожаев.
26 сентября 1937 г., Постановлением ЦИК, из Московской области были выделены Рязанская и Тульская, при этом Шиловский, Ерахтурский и Шелуховский районы вошли в состав Рязанской области. Шилово становится большим селом с более чем 3-тысячным населением. Кроме колхоза «Смычка» и центральной усадьбы совхоза «Шиловский» здесь действовали также кондитерская фабрика, пекарня, крахмальный завод, мельница. Было здесь и 2 школы — средняя сельская и средняя транспортная, 2 библиотеки, Дом культуры, клуб железнодорожников. За годы советской власти в селе было построено несколько 2-этажных домов, открыта больница. 26 декабря 1938 г. был принят Указ Президиума Верховного Совета РСФСР, в котором говорилось: «Отнести к категории рабочих поселков село Шилово Шиловского района Рязанской области, сохранив за ним прежнее наименование».

#### Во время войны и в послевоенные годы

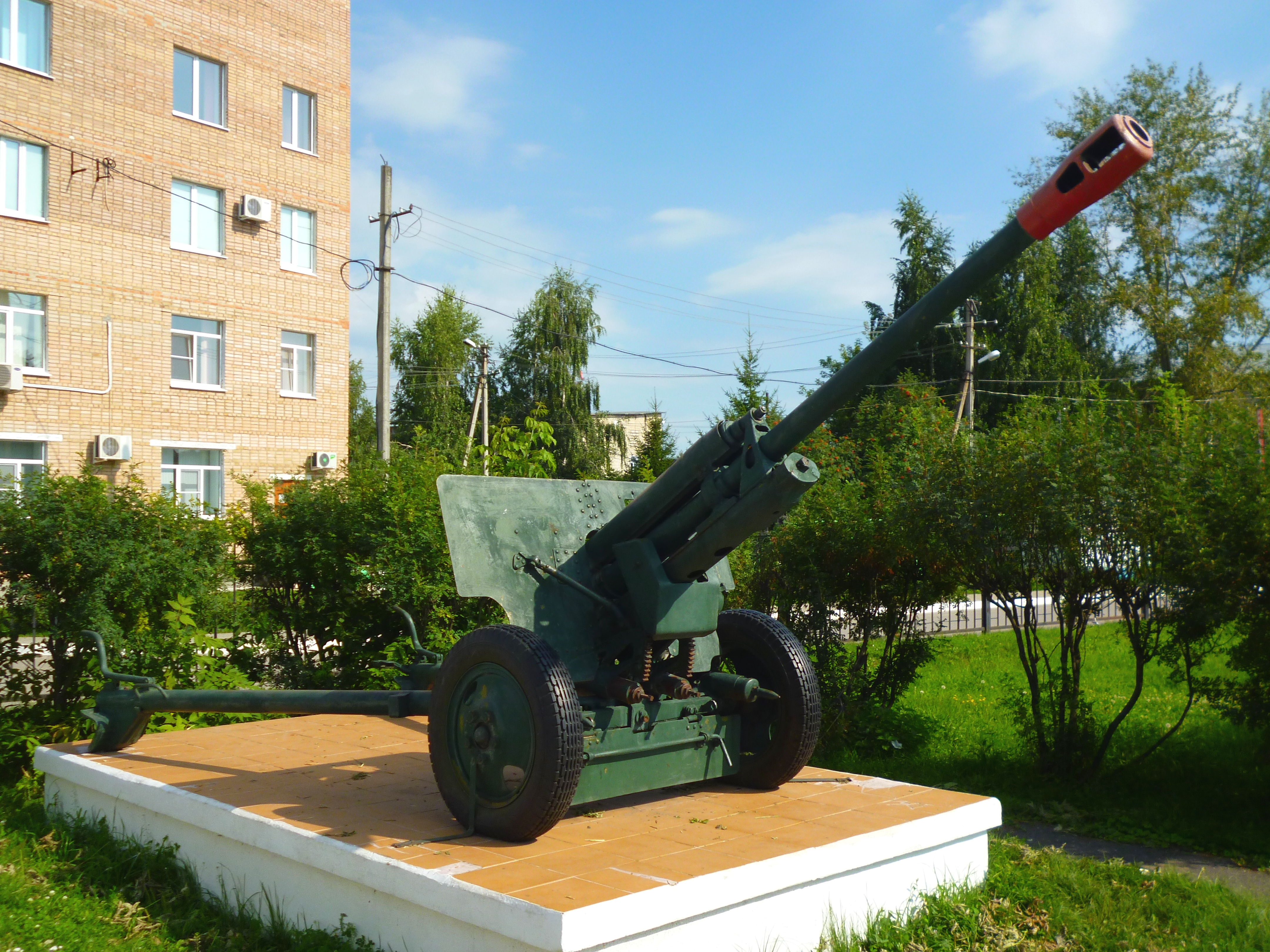
Шиловский район, пгт Шилово. Артиллерийское орудие. Фрагмент Мемориала воинской Славы.

22 июня 1941 года началась Великая Отечественная война. Уже в июле в пгт Шилово и в селах района регулярно шли занятия военных (оборонных) кружков, 30 комсомольцев, как писала областная газета «Сталинец» 18 июля 1941 г., занимались в кружке мотоциклистов. В Шелухове была создана комсомольская рота: 150 комсомольцев занимались военным делом, изучали оружие. В августе 1941 г. в Шилово была подготовлена первая группа санитаров, отправившихся на передовую.
В первые месяцы войны в Фонд обороны шиловскими колхозниками, рабочими и служащими было сдано большое количество денежных средств, драгоценностей. 14 августа 1941 г. газета «Сталинское знамя» публикует заметку о патриотическом поступке пенсионера А. Дерябина из пгт Шилово. В своем заявлении он написал: «Я отказываюсь от государственной пенсии по нетрудоспособности до полной нашей победы над врагом. Ежемесячную пенсию — 71 рубль — вношу в Фонд обороны страны». Труженики колхоза имени С.М. Кирова (с. Санское) сдали в Фонд обороны 70 т сена и на общем собрании постановили передать Красной Армии лучших лошадей.
15 октября 1941 г. обком ВКП(б) и облисполком приняли решение о строительстве оборонительных сооружений в Рязанской области. В 2 км от пгт Шилово, южнее линии железной дороги, был выкопан противотанковый ров, окопы. Строить оборонительные сооружения вышли все жители поселка. Для оказания сопротивления врагу был создан истребительный отряд (командир — С. Г. Ельсков, начальник штаба — А. Т. Пекин), а на случай захвата района немцами сформирован партизанский отряд, которым командовал начальник райотдела милиции.

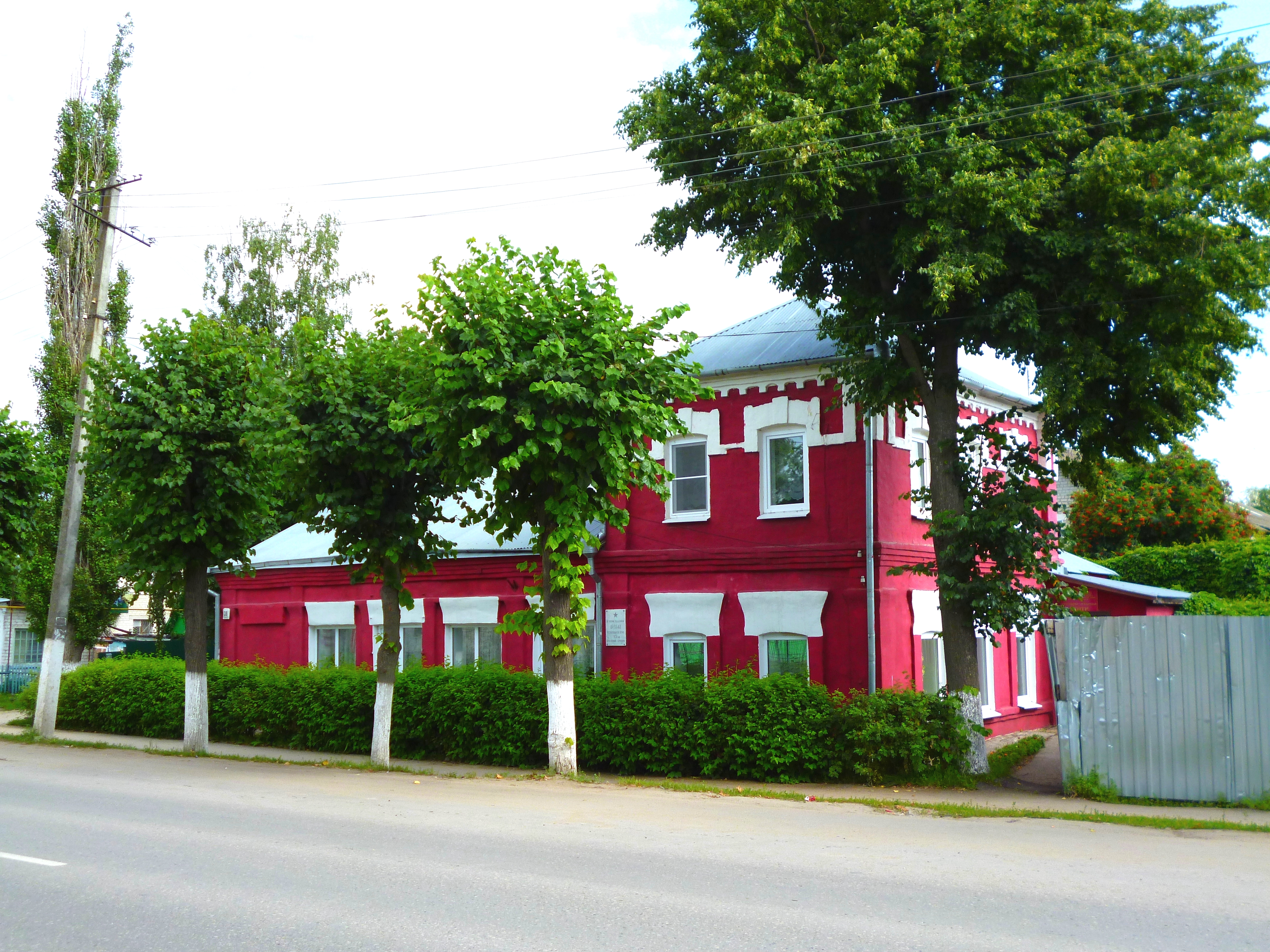
Шиловский район, пгт Шилово. Здание, в котором в ноябре 1941 г., во время битвы за Москву, располагался штаб 10-й советской армии.

26 ноября 1941 г. в Рязань прибыл штаб 10-й резервной армии (командующий — генерал-лейтенант Ф. И. Голиков). Армия должна была, предварительно сосредоточившись, развернуть наступление на участке Зарайск — Скопин. 2 дивизии армии сосредотачивались на территории Шиловского района: 324-я стрелковая — на станции Шилово, 325-я стрелковая — на станциях Шилово и Крутицы. Шиловцы в период развертывания частей оказывали воинам посильную помощь. Для переброски воинских соединений к фронту Шиловский район выделил 750 подвод с лошадьми. Выйдя на исходные рубежи, части 10-й армии в ночь с 6 на 7 декабря перешли в наступление под Михайловом. К 10 декабря 1941г. территория Рязанской области была полностью очищена от немцев.
В сентябре 1941 г. областная газета обратилась с призывом включиться в сбор теплых вещей для бойцов Красной Армии. Инициативу поддержали, и к каждому празднику шли на фронт посылки с подарками, а перед наступлением зимних холодов собирались для бойцов теплые вещи. К началу 1942 г. по району было собрано и отправлено на фронт 2180 посылок. Из собранной от населения шерсти (свыше 1 т) в селах Инякино, Тырново, Санское и Юшта вырабатывали валенки. Шиловский район отправил на фронт 1585 пар валенок, 382 полушубка, 2123 пар рукавиц и варежек.
В начале 1942 г. труженики колхоза «Новый Путь» (с. Терехово) на общем собрании постановили отчислить на производство боевых машин 30 тыс. рублей. В конце 1942 г. по области начался сбор средств на строительство танковой колонны «Рязанский колхозник». Шиловские колхозники активно поддержали почин. Только колхоз «Смычка» (пгт Шилово) собрал 30 тыс. рублей, а колхоз «Новый Путь» перечислил на счёт колонны 28 565 рублей.
В январе 1943 г. тереховские колхозники со страниц районной газеты обратились с призывом собрать средства для постройки боевых самолётов. Колхозниками района в фонд авиаэскадрильи «Рязанский колхозник» были собраны значительные средства. Только в колхозе «Пламя», например, все труженики собрали по 500—1000 руб., а в следующем, 1944 г. на личные сбережения решили купить самолёт. На строительство самолётов в 1942 г. собирали деньги и учащиеся школ района. В Шиловской средней школе на самолёт «Рязанский пионер» было собрано 987 руб., в Санской неполной средней школе за 3 дня — свыше 550 руб. пионеры и комсомольцы школ собрали на строительство только санитарных самолётов 1200 руб., а всего по району к ноябрю 1942 г. учащимися было собрано 7 тыс. руб.
Уже в 1941 г. на уборке урожая женщины заменяли мужчин. В колхозе «Новая Деревня» (с. Березово) 90 женщин работали косцами. К началу 1942 г. в колхозе имени С.М. Кирова (с. Санское) было 13 женщин-бригадиров, в «Коммунаре» (дер. Сельцо-Сергиевка) женщины работали бригадирами, конюхами, учились пахать, сеять. Чтобы решить проблему нехватки механизаторов, в июле 1941 г. при МТС были открыты курсы по подготовке трактористов и комбайнёров. В начале 1942 г. на курсах при Шиловской МТС обучалось 62 девушки, а к 1944 г. в районе было уже 5 женских тракторных бригад. В остальных 10 женщины также составляли большую часть трактористов. В числе передовиков в военные годы постоянно назывались А. Мудрицына, М. Семиохина, Н. Афонькина, М. Храпова и др.
Перед школами встала задача — дать учащимся агрономические знания, технические навыки. После уроков учащиеся изучали агротехнику, трактор. К лету 1942 г. в Шиловской средней школе было подготовлено около 40 трактористов, столько же сеяльщиков и жатчиков. В период сельхозработ шефская помощь колхозам и совхозам района со стороны школ становилась все более значительной. Организовывались отряды и звенья плодородия (Юшта, Санское, Константиново, Шилово и др.). Ученики начальных школ пололи, подбирали колоски. Ученики Харинской начальной школы пахали на бычках.
В колхозах не хватало техники, лошадей. Чтобы увеличить тягловую силу на полевых работах, приучали к упряжке коров и бычков, сами вскапывали землю лопатами (например, в с. Юшта весной 1944 г. 120—150 колхозниц вскопали лопатами под просо 25 га целины).
Поставки сельхозпродуктов постепенно возрастали. Если в 1942 г. передовой колхоз «Смычка» (пгт Шилово) сдал в фонд Красной Армии 1320 пудов хлеба, то в 1944 г. колхоз «Фундамент социализма» (с. Юшта) сдал уже 6060 пудов, а весь район в тот же год сдал государству сверх плана 30 тыс. пудов хлеба.

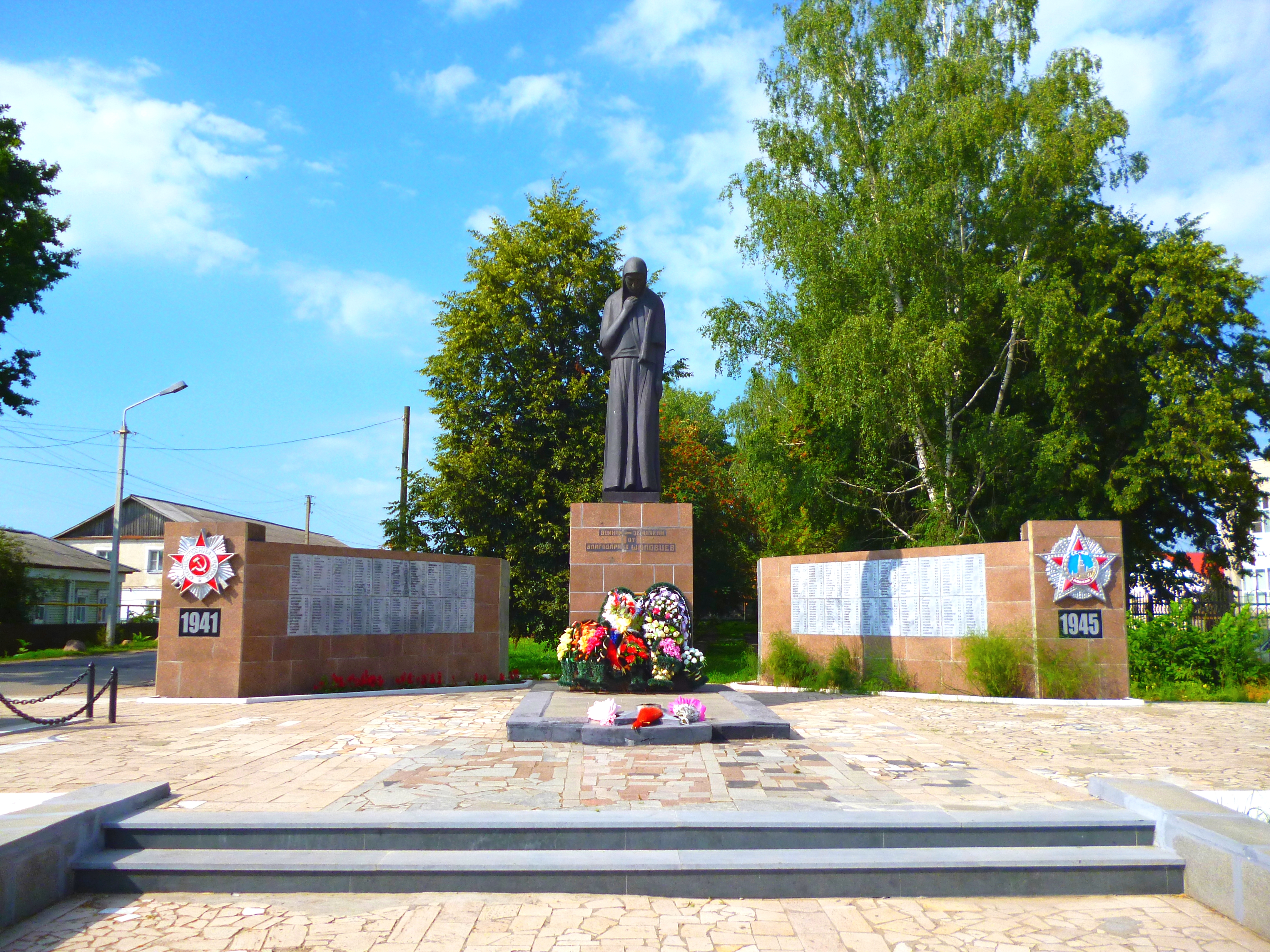
Шиловский район, пгт Шилово. Мемориал воинской Славы. Центральная часть.

Медалью «За доблестный труд в Великой Отечественной войне 1941—1945 гг.» было награждено 5 607 человек.
Многие шиловцы были награждены орденами и медалями, 10 уроженцам района было присвоено высокое звание Героя Советского Союза.
Сразу после войны ряд областей России, в т. ч. Рязанская, оказались в районе засухи. В колхозах Шиловского района не хватало техники (к 1947 г. имелось 11 комбайнов, 70 жаток, 40 сенокосилок), не хватало рабочих рук. В числе передовых шли колхозы «Фундамент социализма», имени С.М. Кирова, колхоз «Смычка».
Лучшие колхозники и работники совхозов были удостоены звания Героя Социалистического Труда - А. Я. Астахова, А. М. Орлова (колхоз им. С.М. Кирова), дояр совхоза «Шиловский» Н. Ф. Грызунов, зоотехник того же совхоза К. Г. Харитонова. Дважды удостаивалась звания Героя доярка колхоза «Фундамент социализма» П. Н. Коврова.
В 1956 г. в состав Шиловского района были включены поселения и хозяйства упраздненного Шелуховского района. С этого времени на территории Шиловского района было 3 МТС — Шелуховская, Шиловская и Инякинская. В 1960 г. в селе Инякино открылось училище механизации (сейчас — Агротехнологический техникум), в котором уже в первый год обучалось 90 чел.
Ибредский крахмалопаточный завод только в 1957 г. выпустил продукции на 31,073 млн. рублей. Задубровский завод молочной кислоты в 1965 г. выпустил 2,3 тыс. т продукции, часть которой экспортировалась во Францию, Бельгию, Югославию и на Кубу. Район продолжал оставаться аграрным, причем четко прослеживалась ориентация хозяйств на молочное животноводство. В 1963 г. в состав Шиловского района были включены поселения упраздненных Ерахтурского и Путятинского районов. Площадь Шиловского района в это время возросла до 221 342 га.
1960—1970-е гг. отмечены возросшей в несколько раз материально-технической базой Шиловского района, улучшением показателей в животноводстве и других отраслях. В это время в районе имелось: 1254 тракторов всех марок, 244 зерноуборочных комбайна, 192 картофелеуборочных комбайна, 105 силосоуборочных комбайнов. Интенсивно проводилась мелиорация. Осушение болот дало сотни гектаров полноценных пастбищ, сенокосов, пашенных земель.
Коллективы механизированных картофелеводческих звеньев Н. В. Веденева, Н. В. Есейкина (колхоз «Доброволец», с. Инякино), С. В. Калиночкина (колхоз «Новый Путь»), Н. С. Евстратова (колхоз «Искра») в течение ряда лет возглавляли социалистическое соревнование, добиваясь высоких урожаев.

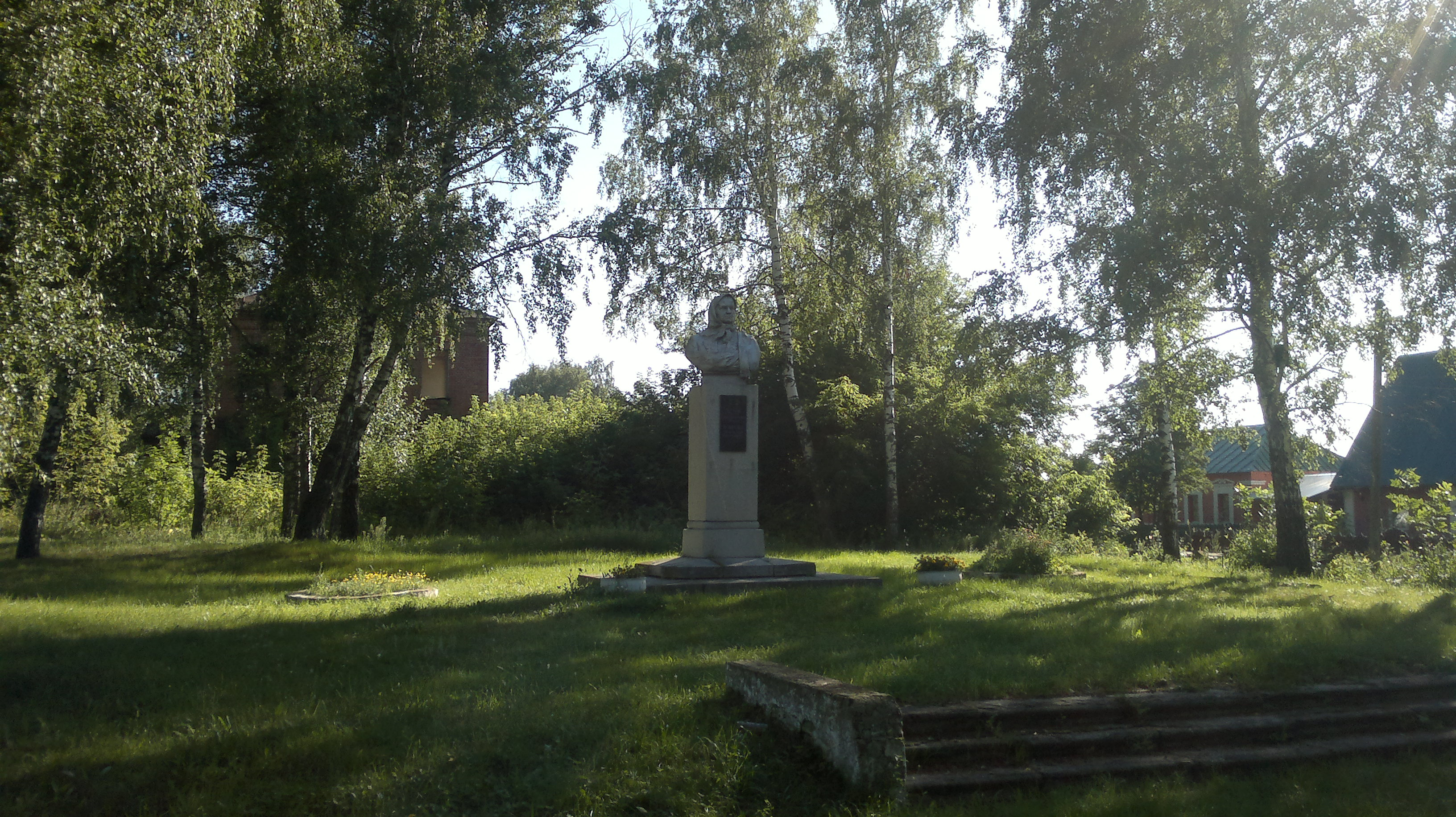
Шиловский район, село Юшта. Памятник дважды Герою Социалистического Труда Прасковье Николаевне Ковровой, 1959 г.

Широко были известны в 1960—1970-х гг. успехи шиловских мастеров машинного доения Т. Д. Якушкиной, М. А. Козловой, Н. Д. Макаршиной, Н. Я. Дорожкиной, А. П. Корольковой. В 1970-е гг. в совхозе «Шиловский» был построен молочный комплекс на 1500 коров и вступило в строй межхозяйственное предприятие по откорму крупного рогатого скота.
Шиловский пищекомбинат ежегодно выпускал 5 млн. условных банок продукции (консервы) и поставлял свои изделия в Чехословакию, Польшу, ГДР, на Кубу и в Великобританию. Молкомбинат только в 1977 г. реализовал продукции на 1,067 млн. рублей.
В соответствии с планами по преобразованию Нечерноземья в пгт Шилово стали строиться предприятия базы Главнечерноземводстроя: заводы железобетонных изделий, крупнопанельного домостроения, арматурный цех и т. д.
В 1977 г. от Шиловского района была отделена Путятинская зона — образовался Путятинский район с центром в селе Путятино.
В 1978 г. пгт Шилово отметил свое 40-летие. К этому времени Шилово занимало площадь св. 800 га: в черту поселка вошли село Новоселки, деревня Алексеевский Поселок, центральная усадьба совхоза «Пролетарский». За период с 1968 г. по 1978 г. в пгт Шилово было построено 10 5-этажек на 600 семей, новые магазины, больница на 210 коек, поликлиника, детские сады, 2 средние школы, Дворец культуры, кинотеатр «Космос». В Доме пионеров и школьников в 1974 г. был создан историко-краеведческий музей, проводивший большую поисковую и популяризаторскую работу.
Во второй половине 1970-х—1980-х гг. неплохих результатов в производстве сельскохозяйственной продукции добиваются колхоз «Доброволец» (с. Инякино), совхоз «Ибредский», колхоз имени Красной Армии. С 1980 г. начал работать завод производственного объединения стройиндустрии (сейчас — ПКАОЗТ «ОПС-Шилово»). Его производство было оснащено современным высокопроизводительным оборудованием, пущены в эксплуатацию 4 автоматические линии производства полимерных дренажных труб для нужд мелиорации.
В Шиловском районе в 1980-х гг. велось интенсивное строительство. В пгт Шилово кроме объединенных предприятий стройиндустрии были построены ремонтная мастерская сельхозтехники, база сельхозхимии, газопровод протяженностью 21 км, 125,8 тыс. м² жилья. В селах построено 3 детских сада, 2 школы, больница, отстроены центральные усадьбы ряда совхозов и колхозов.
По итогам 1984 г. Шиловский район впервые был признан победителем Всероссийского социалистического соревнования.
В 1981 г. в Шилово открылся краеведческий музей, в экспозиции которого нашли отражение все этапы истории района, с древнейших времен до наших дней. С целью развития культуры и спорта в 1985 г. в пгт Шилово создан культурно-спортивный комплекс, объединивший соответствующие организации.

## Население
| 1939    | 1959    | 1970    | 1979    | 1989    | 2002    | 2009    | 2010    | 2012    |
| ------- | ------- | ------- | ------- | ------- | ------- | ------- | ------- | ------- |
| 50 384  | ↗56 158 | ↗73 661 | ↘55 279 | ↘52 202 | ↘44 197 | ↘40 556 | ↘40 334 | ↘40 004 |
| 2013    | 2014    | 2015    | 2016    | 2017    | 2018    | 2019    | 2020    | 2021    |
| ↘39 701 | ↘39 378 | ↘39 288 | ↘38 831 | ↘38 341 | ↘37 790 | ↘37 101 | ↘36 564 | ↘35 356 |
| 2023    |         |         |         |         |         |         |         |         |
| ↘34 695 |         |         |         |         |         |         |         |         |

### Урбанизация
Городское население (посёлки городского типа Шилово и Лесной) составляет  61,12 % населения района.

### Национальный состав
По итогам переписи населения 2020 года проживали следующие национальности (национальности менее 0,1 % и другое, см. в сноске к строке «Другие»):
| Национальность | Численность, чел. | Доля     |
| -------------- | ----------------- | -------- |
| Русские        | 33 358            | 94,35 %  |
| Мордва         | 134               | 0,38 %   |
| Украинцы       | 115               | 0,33 %   |
| Татары         | 101               | 0,29 %   |
| Таджики        | 66                | 0,19 %   |
| Узбеки         | 65                | 0,18 %   |
| Армяне         | 60                | 0,17 %   |
| Молдаване      | 52                | 0,15 %   |
| Цыгане         | 50                | 0,14 %   |
| Киргизы        | 43                | 0,12 %   |
| Лезгины        | 42                | 0,12 %   |
| Белорусы       | 41                | 0,12 %   |
| Другие         | 1229              | 3,46 %   |
| Итого          | 35 356            | 100,00 % |

## Территориальное устройство
В рамках административно-территориального устройства, Шиловский район включает 2 посёлка городского типа и 12 сельских округов.
В рамках организации местного самоуправления, муниципальный район делится на 14 муниципальных образований, в том числе 2 городских и 12 сельских поселений.
| №  | Муниципальное образование              | Административный центр | Количество населённых пунктов | Население (чел.) | Площадь (км²) |
| -- | -------------------------------------- | ---------------------- | ----------------------------- | ---------------- | ------------- |
| 1  | Лесновское городское поселение         | рабочий посёлок Лесной | 11                            | ↘8067            | 214,70        |
| 2  | Шиловское городское поселение          | рабочий посёлок Шилово | 4                             | ↘13 915          | 140,92        |
| 3  | Аделинское сельское поселение          | село Аделино           | 11                            | ↘497             | 161,10        |
| 4  | Борковское сельское поселение          | село Борки             | 5                             | ↘946             | 106,10        |
| 5  | Ерахтурское сельское поселение         | село Ерахтур           | 7                             | ↘1427            | 259,30        |
| 6  | Желудевское сельское поселение         | село Желудево          | 3                             | ↘1202            | 37,40         |
| 7  | Задубровское сельское поселение        | село Задубровье        | 12                            | ↗1378            | 222,20        |
| 8  | Занино-Починковское сельское поселение | село Занино-Починки    | 14                            | ↘706             | 372,30        |
| 9  | Ибредское сельское поселение           | деревня Ибредь         | 2                             | ↘1375            | 51,90         |
| 10 | Инякинское сельское поселение          | село Инякино           | 12                            | ↘1643            | 321,10        |
| 11 | Мосоловское сельское поселение         | село Мосолово          | 15                            | ↘1706            | 164,10        |
| 12 | Санское сельское поселение             | село Санское           | 3                             | ↗809             | 112,50        |
| 13 | Тимошкинское сельское поселение        | село Тимошкино         | 6                             | ↘653             | 98,50         |
| 14 | Тырновское сельское поселение          | село Тырново           | 3                             | ↘604             | 114,00        |

В 2018 году были упразднены: Краснохолмское сельское поселение (включено в Задубровское сельское поселение), Боровское и Тереховское сельские поселения (включены в Инякинское сельское поселение).

## Населённые пункты
В Шиловском районе 108 населённых пунктов, в том числе 2 городских (пгт) и 106 сельских.
| №   | Населённый пункт       | Тип     | Население | Муниципальное образование              |
| --- | ---------------------- | ------- | --------- | -------------------------------------- |
| 1   | Авдотьинка             | деревня | ↘549      | Желудевское сельское поселение         |
| 2   | Аделино                | село    | ↘504      | Аделинское сельское поселение          |
| 3   | Акулово                | деревня | ↘29       | Тырновское сельское поселение          |
| 4   | Александровка          | деревня | 12        | Инякинское сельское поселение          |
| 5   | Алехово                | село    | ↗75       | Лесновское городское поселение         |
| 6   | Белореченский          | посёлок | 16        | Занино-Починковское сельское поселение |
| 7   | Березово               | село    | ↘325      | Тимошкинское сельское поселение        |
| 8   | Большие Пекселы        | село    | ↘200      | Занино-Починковское сельское поселение |
| 9   | Борки                  | село    | ↘724      | Борковское сельское поселение          |
| 10  | Боровое                | село    | ↘284      | Инякинское сельское поселение          |
| 11  | Борок                  | село    | ↘305      | Шиловское городское поселение          |
| 12  | Бортниково             | деревня | 11        | Задубровское сельское поселение        |
| 13  | Ванчур                 | деревня | ↘29       | Инякинское сельское поселение          |
| 14  | Воружка                | деревня | 34        | Мосоловское сельское поселение         |
| 15  | Дебры                  | деревня | 3         | Мосоловское сельское поселение         |
| 16  | Дубровка               | село    | ↘98       | Тырновское сельское поселение          |
| 17  | Елизаветинка           | деревня | 25        | Инякинское сельское поселение          |
| 18  | Ерахтур                | село    | ↘1008     | Ерахтурское сельское поселение         |
| 19  | Желудево               | село    | ↘819      | Желудевское сельское поселение         |
| 20  | Задубровье             | село    | ↘463      | Задубровское сельское поселение        |
| 21  | Занино-Починки         | село    | ↘543      | Занино-Починковское сельское поселение |
| 22  | Заполье                | деревня | ↘181      | Мосоловское сельское поселение         |
| 23  | Зелёный Бор            | посёлок | ↗20       | Лесновское городское поселение         |
| 24  | Ибредь                 | деревня | ↗575      | Ибредское сельское поселение           |
| 25  | Ивановка               | деревня | 17        | Мосоловское сельское поселение         |
| 26  | Илебники               | село    | ↘76       | Занино-Починковское сельское поселение |
| 27  | Инякино                | село    | ↘1224     | Инякинское сельское поселение          |
| 28  | Ирицы                  | село    | ↘165      | Инякинское сельское поселение          |
| 29  | Константиновка         | деревня | ↘4        | Инякинское сельское поселение          |
| 30  | Константиново          | село    | ↘158      | Задубровское сельское поселение        |
| 31  | Копаново               | село    | ↘42       | Борковское сельское поселение          |
| 32  | Красная Ольховка       | посёлок | 0         | Тимошкинское сельское поселение        |
| 33  | Красногвардейский      | посёлок | 61        | Мосоловское сельское поселение         |
| 34  | Краснохолмские Выселки | посёлок | 0         | Задубровское сельское поселение        |
| 35  | Красный                | посёлок | 0         | Тимошкинское сельское поселение        |
| 36  | Красный Луч            | посёлок | ↗1        | Лесновское городское поселение         |
| 37  | Красный Холм           | село    | ↘254      | Задубровское сельское поселение        |
| 38  | Красный Хутор          | деревня | 2         | Аделинское сельское поселение          |
| 39  | Кривцово               | деревня | ↗3        | Шиловское городское поселение          |
| 40  | Крутицы                | село    | ↘57       | Задубровское сельское поселение        |
| 41  | Крыловка               | деревня | 19        | Аделинское сельское поселение          |
| 42  | Куземкино              | село    | ↘338      | Ерахтурское сельское поселение         |
| 43  | Ладышкино              | деревня | ↘49       | Ерахтурское сельское поселение         |
| 44  | Лесной                 | пгт     | ↘7609     | Лесновское городское поселение         |
| 45  | Лубонос                | село    | ↘70       | Занино-Починковское сельское поселение |
| 46  | Лунино                 | село    | ↘14       | Задубровское сельское поселение        |
| 47  | Макшеево               | деревня | ↘6        | Ерахтурское сельское поселение         |
| 48  | Малиновка              | деревня | ↗15       | Лесновское городское поселение         |
| 49  | Малые Пекселы          | деревня | ↘50       | Занино-Починковское сельское поселение |
| 50  | Марьины Хутора         | деревня | 12        | Мосоловское сельское поселение         |
| 51  | Мордасово              | деревня | 0         | Ерахтурское сельское поселение         |
| 52  | Мосолово               | село    | ↘1399     | Мосоловское сельское поселение         |
| 53  | Мунор                  | деревня | ↘7        | Занино-Починковское сельское поселение |
| 54  | Муняковские Выселки    | посёлок | ↗8        | Лесновское городское поселение         |
| 55  | Муратово               | село    | ↘217      | Мосоловское сельское поселение         |
| 56  | Мышкар                 | деревня | 7         | Задубровское сельское поселение        |
| 57  | Мышца                  | село    | ↘8        | Занино-Починковское сельское поселение |
| 58  | Надеино                | село    | ↘78       | Инякинское сельское поселение          |
| 59  | Нарезка                | деревня | 0         | Аделинское сельское поселение          |
| 60  | Нармушадь              | село    | ↘601      | Ерахтурское сельское поселение         |
| 61  | Наследничье            | село    | ↘31       | Аделинское сельское поселение          |
| 62  | Некрасовка             | деревня | 4         | Аделинское сельское поселение          |
| 63  | Непложа                | деревня | 0         | Задубровское сельское поселение        |
| 64  | Николаевка             | деревня | 24        | Мосоловское сельское поселение         |
| 65  | Новая Деревня          | деревня | →8        | Лесновское городское поселение         |
| 66  | Новая Жизнь            | посёлок | ↗9        | Шиловское городское поселение          |
| 67  | Новая Пустынь          | село    | ↗268      | Лесновское городское поселение         |
| 68  | Новоершово             | деревня | ↗45       | Лесновское городское поселение         |
| 69  | Новомосоловский        | посёлок | ↗9        | Лесновское городское поселение         |
| 70  | Ореховка               | деревня | 5         | Аделинское сельское поселение          |
| 71  | Павловка               | деревня | ↘4        | Занино-Починковское сельское поселение |
| 72  | Первомайский           | посёлок | 0         | Тимошкинское сельское поселение        |
| 73  | Погари                 | деревня | ↘14       | Занино-Починковское сельское поселение |
| 74  | Полевой                | посёлок | 0         | Борковское сельское поселение          |
| 75  | Полтавка               | деревня | 37        | Инякинское сельское поселение          |
| 76  | Пролетарский           | посёлок | 167       | Занино-Починковское сельское поселение |
| 77  | Пустополье             | село    | ↘209      | Задубровское сельское поселение        |
| 78  | Рубецкое               | село    | ↘20       | Ерахтурское сельское поселение         |
| 79  | Ряссы                  | село    | ↘49       | Мосоловское сельское поселение         |
| 80  | Салаур                 | деревня | ↘18       | Занино-Починковское сельское поселение |
| 81  | Сановка                | село    | ↘138      | Желудевское сельское поселение         |
| 82  | Санское                | село    | ↘442      | Санское сельское поселение             |
| 83  | Сасыкино               | село    | ↘1218     | Ибредское сельское поселение           |
| 84  | Свердловка             | деревня | 1         | Аделинское сельское поселение          |
| 85  | Свинчус                | село    | ↘313      | Борковское сельское поселение          |
| 86  | Сельцо-Сергиевка       | деревня | ↘131      | Инякинское сельское поселение          |
| 87  | Сергиевка 1            | деревня | 12        | Аделинское сельское поселение          |
| 88  | Сергиевка 2            | деревня | ↘69       | Аделинское сельское поселение          |
| 89  | Симакино               | деревня | ↘33       | Борковское сельское поселение          |
| 90  | Слобода                | деревня | 15        | Мосоловское сельское поселение         |
| 91  | Смирновка              | деревня | 0         | Аделинское сельское поселение          |
| 92  | Срезнево               | село    | ↘24       | Задубровское сельское поселение        |
| 93  | Тайдаково              | деревня | 23        | Мосоловское сельское поселение         |
| 94  | Терехово               | село    | ↘306      | Инякинское сельское поселение          |
| 95  | Тимошкино              | село    | ↘487      | Тимошкинское сельское поселение        |
| 96  | Тырново                | село    | ↘619      | Тырновское сельское поселение          |
| 97  | Увяз                   | село    | ↘79       | Занино-Починковское сельское поселение |
| 98  | Уша                    | деревня | 4         | Инякинское сельское поселение          |
| 99  | Федосеево-Пустынь      | село    | ↘99       | Санское сельское поселение             |
| 100 | Фролово                | деревня | ↘74       | Мосоловское сельское поселение         |
| 101 | Харинский Ручеек       | посёлок | 6         | Тимошкинское сельское поселение        |
| 102 | Чембар                 | деревня | ↘29       | Задубровское сельское поселение        |
| 103 | Шелухово               | деревня | ↘135      | Мосоловское сельское поселение         |
| 104 | Шемякино               | деревня | 0         | Занино-Починковское сельское поселение |
| 105 | Шилово                 | пгт     | ↘13 598   | Шиловское городское поселение          |
| 106 | Юшта                   | село    | ↘242      | Санское сельское поселение             |
| 107 | Ямской                 | посёлок | ↗9        | Лесновское городское поселение         |
| 108 | Ясаковский             | посёлок | 4         | Мосоловское сельское поселение         |

## Экономика

### Промышленность
По данным на 2015/2016 г. на территории Шиловского района расположен ряд крупных промышленных предприятий:
- ФГУП Завод синтетических волокон «Эластик», предприятие оборонной отрасли (пгт Лесной);
- ООО «Разряд», производство взрывчатых веществ (пгт Лесной);
- ПКАОЗТ «ОПС-Шилово», предприятие стройиндустрии, производство железобетонных и полимерных конструкций (пгт Шилово);
- ООО «Астон Крахмало-Продукты», крахмало-паточный завод (дер. Ибредь);
- ООО «Кварцевые технологии», добыча и обогащение кварцевых песков (пгт Шилово);
- ООО «Стройполимер», производство самоклеящейся герметизирующей ленты и лакокрасочных материалов (пгт Лесной);
- ООО «Мясокомбинат Шиловский», производство готовых и консервированных продуктов из мяса, птицы, мясных субпродуктов (пгт Шилово);
- ООО «Ока-Пласт», производство канцелярских товаров (пгт Лесной);
- ООО «Славмебель.ру», изготовление нестандартной мебели по индивидуальному заказу (пгт Шилово);
- ООО «Морская политика», переработка рыбы и морепродуктов (пгт Лесной);
- ОАО «Задубровский СКиМК», предприятие пищевой промышленности (село Задубровье);
- ООО «Концентрат», производство ячменно-солодового, ржаного и пшеничного концентратов (пгт Шилово);
- ООО «Шиловский хлебокомбинат», производство хлебобулочных изделий (пгт Шилово);
- ЗАО «Газтехпром», проектирование и производство блочно-модульных котельных (пгт Лесной);
- ООО «Тырновский молочный завод», переработка коровьего молока и производство молочной продукции (село Тырново);
- OOO «Русские Традиции», производство алкогольной продукции (село Аделино), и т. д.

На территории Шиловского района осуществляют деятельность 8 дорожно-строительных организаций с численностью работающих 507 человек.
Основная доля производимой в Шиловском районе продукции приходится на производство пищевых продуктов — 61,1%. Другие отрасли промышленности: 11,0% — электроэнергетика, 11,9% — производство прочих неметаллических минеральных продуктов, 7,3% — прочие производства, 6,2% — производство резиновых и пластмассовых изделий.

### Сельское хозяйство
По данным на 2015/2016 в Шиловском районе насчитывается 18 сельскохозяйственных предприятий, 17 крестьянских (фермерских) хозяйств и 12 835 сельских хозяев. Наиболее крупные сельскохозяйственные предприятия:
- ОАО «Пробуждение», село Занино-Починки;
- ООО «Агрофинстрой», село Санское;
- ООО «Ибредское», село Сасыкино;
- ООО «Желудево», село Желудево;
- ООО «Шиловское», пгт Шилово;
- ООО «Нива», село Пустополье;
- ООО «Мосолово», село Мосолово;
- ООО «Пролетарское», пгт Шилово, и др.

Специализация сельского хозяйства — растениеводство, молочно-мясное животноводство. Из зерновых культур в районе выращиваются пшеница, рожь, овес, ячмень. Поголовье крупного рогатого скота неуклонно сокращается.
В структуре продукции сельского хозяйства (в фактически действующих ценах) 56,9% занимает продукция хозяйств населения, 43,0% — продукция сельхозпредприятий и лишь 0,1% — продукция крестьянских (фермерских) хозяйств.
Земельный фонд Шиловского района составляет 237 612 га, из них земли сельскохозяйственного назначения — 136 803 га. Общая посевная площадь сельскохозяйственных культур района за последние годы значительно сократилась, в основном, за счёт сокращения посевных площадей сельхозпредприятий.

### Трудовые ресурсы
По данным на 2015/2016 г. численность трудоспособного населения Шиловского района составляет 22,5 тыс. человек. В промышленности и строительстве заняты 3,1 тыс. чел., на сельскохозяйственных предприятиях и в крестьянских (фермерских) хозяйствах — 0,703 тыс. человек, в социальной сфере — 2,928 тыс. человек. В службе занятости зарегистрировано 285 человек, не занятых трудовой деятельностью.

## Транспорт
На территории Шиловского района железнодорожные перевозки осуществляются по Московской железной дороге. Через территорию Шиловского района проходят железнодорожные магистрали Рязань-1 — Пичкиряево и Шилово — Касимов. «Историческое» направление Транссибирской магистрали — электрифицированная двухпутная железная дорога.
Автомобильное сообщение обеспечивают автомобильная дорога федерального значения М5 «Урал»: Москва — Рязань — Пенза — Самара — Уфа — Челябинск, пересекающая южную часть Шиловского района с запада на восток; автомобильная дорога регионального значения Р125: Ряжск — Касимов — Нижний Новгород, пересекающая территорию района с юга на север; и внутримуниципальные автомобильные дороги, важнейшими из которых являются автодорога 61Н-732: Лесной — Мосолово — Ряссы, и автодорога 61Н-595: Шилово — Юшта — Санское — Погори. По всем внутримуниципальным маршрутам перевозка пассажиров осуществляется автобусами индивидуальных предпринимателей. Кроме того, для перевозки рабочих используются служебные автобусы предприятий. При этом услугами данного автотранспорта пользуются и другие граждане. В личном владении жителей Шиловского района находится свыше 13 тыс. единиц автомототранспорта.
Вплоть до конца XX в. большое значение имел речной судоходный путь по реке Оке с пристанями (якорными стоянками) в селе Срезнево, пгт Шилово, селах Санское, Юшта, Терехово, Тырново и Копаново. В настоящее время его роль в грузо- и пассажироперевозках сведена до минимума.
Через территорию Шиловского района проходят магистральный нефтепровод Нижний Новгород – Рязань и магистральный газопровод Средняя Азия – Центр, на которых имеются перекачивающие станции.
На территории Шиловского района действуют 27 отделений почтовой связи. Существует сеть радиоточек. Абонентская ёмкость телефонных сетей Шиловского района составляет: городская телефонная сеть (ГТС) — 4098 номеров; сельская телефонная сеть (СТС) — 1896 номеров. В районе установлено 109 универсальных таксофонов, в т. ч.: городская телефонная сеть (ГТС) — 25 номеров; сельская телефонная сеть (СТС) — 84 номера. Имеются филиалы Рязанских отделений крупных операторов сотовой связи.
Шиловский муниципальный район имеет собственную студию кабельного телевидения в пгт Лесной (МП «Астра»). Сеть кабельного телевидения обеспечивает жителей пгт Лесной 20 телеканалами. Многие абоненты городских поселений подключены к всемирной компьютерной сети Интернет.
В пгт Шилово издается районная газета «Шиловский вестник».
В пгт Шилово работают Шиловское отделение «Сбербанка» РФ (с 7 филиалами в населённых пунктах района) и Шиловский дополнительный офис ОАО «Россельхозбанка», 4 страховые компании, 2 нотариальные конторы, юридические фирмы, Шиловский районный филиал ФГУП «Ростехинвентаризация» и т. д.

## Здравоохранение
В сфере здравоохранения Шиловского района работают: ГБУ «Шиловская центральная районная больница» с поликлиникой и стационаром на 203 койко-мест. ГБУ «Лесновская больница» с поликлиникой и стационаром на 56 койко-мест.
Врачебные амбулатории в селах Борки, Ерахтур, Занино-Починки, Мосолово и Тырново, и 25 фельдшерско-акушерских пунктов (ФАПов).

## Образование
В сфере образования Шиловского района действуют Агротехнологический техникум в селе Инякино, 11 общеобразовательных школ (с 10 филиалами), 10 дошкольных образовательных учреждений (9 — муниципальных, 1 — ведомственное), 3 учреждения дополнительного образования детей, 1 образовательное учреждение для детей, нуждающихся в психолого-педагогической и медико-социальной помощи.
Муниципальные дошкольные учреждения посещают 1243 ребёнка. Охват дошкольными образовательными услугами составляет 63,9% от общего числа  детей в возрасте от 2 до 7 лет. В детских садах и дошкольных группах общеобразовательных учреждений работают 114 педагогов. 
В общеобразовательных учреждениях в 2016—2017 учебном году обучалось 2927 учащихся. Подвоз 414 школьников из 27 населённых пунктов осуществляется 15 школьными автобусами и 2 транспортными единицами по договорам с транспортными организациями. Для организации горячего питания в общеобразовательных учреждениях района действует 21 школьная столовая.
В муниципальной сфере общего образования работают 623 чел., в т. ч. 349 — педагогические работники. 78,6 % педагогов имеют квалификационные категории.15 педагогов награждены знаком «Почетный работник общего образования РФ», 22 — нагрудным значком «Отличник народного просвещения», 115 — Почетной грамотой Министерства образования и науки РФ.
В учреждениях дополнительного образования, подведомственных управлению образования, занимаются 2130 детей. Образовательный процесс обеспечивают 29 педагогических работников.

## Культура и досуг

Пгт Шилово. Шиловский районный Дворец культуры и памятник боярину Евпатию Коловрату.

По данным на 2015/2016 гг. организацией культурного досуга жителей Шиловского района занимаются 68 учреждений культуры: Шиловский районный Дворец культуры с 25 структурными подразделениями, из которых 11 Домов культуры и 13 сельских клубов, передвижной досуговый центр «Надежда», «Межпоселенческая библиотека имени Н.С. Гумилева» с 33 сельскими и поселковыми библиотеками, Шиловский краеведческий музей с филиалом «Мемориальный комплекс И.И. Срезневского» в селе Срезнево, этнокультурный центр «Заряна», Лесновская детская школа искусств «Парус», Шиловская детская школа искусств и Ерахтурская детская музыкальная школа.
В клубных учреждениях района работают 137 клубных формирований, из них 70% — это коллективы художественной самодеятельности: вокального пения, хореографические театральные, фольклорные и др. В районе 10 коллективов имеют почетное звание «народный».
По итогам XVI Областного фестиваля любительских театров «Губернские» подмостки»  Народный театр  МУК «Шиловский РДК» (руководитель З. Ларина)  со спектаклем В. Красногорова «Три красавицы» был награжден дипломом и памятным подарком. Коллектив народного театра малых форм «Россичи» МУК «Шиловский РДК» участвовал в областном смотре любительских театров малых форм «Бесценный дар, один на всех». За творчество, большую работу по сохранению и развитию художественно-эстетических ценностей коллектив был награжден дипломом Лауреата II степени и памятным подарком.
Народный ВИА «Аккорд» МУК «Шиловский РДК» награжден дипломом за высокие творческие достижения в музыкальном исполнительстве и участие в областном фестивале «Служить России». Народный духовой оркестр (руководитель М. Нездвецкий) принял участие во II Областном фестивале-конкурсе духовой музыки, посвященном В. И. Агапкину, который проходил в городе Рязани, и получил Диплом Лауреата I степени. Солистка Шиловского РДК Ксения Чекалкина стала дипломантом I степени в областном конкурсе военно-патриотической песни «Поклон тебе, солдат России».
Народный хореографический ансамбль «Юность» (руководитель Л. Карпунина) МУК «Шиловский РДК» принял участие в XI межрайонном фестивале-конкурсе эстрадного танца «Танцующий Сапожок России-2016» (номинация «Фристайл»).
В структуре организации физической культуры и спорта на территории Шиловского района имеются спортивный комплекс «Арена» со спортивным и тренажерным залом и бассейном, 2 Детско-юношеских спортивные школы (ДЮСШ) и 2 стадиона.
Кроме того на территории Шиловского района расположены:
- Аэродром авиации общего назначения в селе Крутицы. Открыт частной компанией в 2009 г. Площадка зарегистрирована в межрегиональном территориальном управлении воздушного транспорта. На территории аэродрома располагается лётный клуб малой авиации, парашютный клуб. Аэродром располагает местом отдыха экипажей, кафе и душевой комнатой; предоставляются бесплатный доступ в интернет (Wi-Fi), прокат мото-техники, гостиничный комплекс.
- Автогоночная трасса в деревне Авдотьинка. Оборудована к юго-западу от деревни по инициативе москвича Александра Курбатова в 2012 г.
- Яхт-клуб «Пара» на реке Оке в устье реки Пары в пгт Шилово.

## Достопримечательности
В Шиловском районе Рязанской области расположены:
- Шиловский краеведческий музей. Создан в 1974—1981 гг. по инициативе шиловских краеведов А. Н. и А. П. Гавриловых (пгт Шилово).
- Мемориальный комплекс имени академика И.И. Срезневского (филиал Шиловского краеведческого музея). Размещается в здании церковно-приходской школы, построенной в 1890 г. по инициативе и на средства сельского священника В. Г. Катинского (село Срезнево).
- Этнокультурный центр «Заряна». Создан в 1994 г., как учреждение, в чью функцию входит изучение и сохранение традиционной культуры и промыслов края (пгт Шилово).

Памятники культурного наследия (истории и культуры) Шиловского района федерального значения:
| № п/п | Наименование                                               | Адрес         | Дата признания памятником и наименование документа |
| ----- | ---------------------------------------------------------- | ------------- | -------------------------------------------------- |
| 1.    | Христорождественская церковь, 1811 – 1830.                 | село Жёлудево | Постановление СМ РСФСР № 624 от 04.12.1974         |
| 2.    | Богородицерождественская церковь, 1769 – 1782.             | село Лунино   | Постановление СМ РСФСР № 624 от 04.12.1974         |
| 3.    | Усадьба дворян Луниных, конец XVIII – начало XIX вв.       | село Лунино   | Постановление СМ РСФСР № 624 от 04.12.1974         |
| 4.    | Место погребения академика И.И.Срезневского (1812 – 1880). | село Срезнево | Постановление СМ РСФСР № 1327 от 30.08.1960        |

Памятники культурного наследия (истории и культуры) Шиловского района регионального значения:
| № п/п | Наименование                                                      | Адрес          | Дата признания памятником и наименование документа |
| ----- | ----------------------------------------------------------------- | -------------- | -------------------------------------------------- |
| 1.    | Успенская церковь, 1850 – 1870.                                   | пгт Шилово     | Решение Рязоблисполкома № 250 от 27.08.1971        |
| 2.    | Троицкая церковь, 1804 – 1811.                                    | дер. Заполье   | Решение Рязоблисполкома № 250 от 27.08.1971        |
| 3.    | Спасо-Преображенская церковь, 1907 – 1911 (утрачен).              | село Копаново  | Решение Рязоблисполкома № 250 от 27.08.1971        |
| 4.    | Иоанно-Богословская церковь, 1840.                                | село Тимошкино | Решение Рязоблисполкома № 250 от 27.08.1971        |
| 5.    | Казанская церковь, 1786.                                          | село Юшта      | Решение Рязоблисполкома № 250 от 27.08.1971        |
| 6.    | Памятник дважды Герою Социалистического Труда Н.Н.Ковровой, 1959. | село Юшта      | Постановление СМ РСФСР № 1327 от 30.08.1960        |

Выявленные памятники культурного наследия (истории и культуры) Шиловского района:
| № п/п | Наименование                                                                         | Адрес             | Статус               |
| ----- | ------------------------------------------------------------------------------------ | ----------------- | -------------------- |
| 1.    | Покровская церковь, 1707.                                                            | село Берёзово     | Памятник архитектуры |
| 2.    | Спасская церковь, 1808 – 1811.                                                       | село Борки        | Памятник архитектуры |
| 3.    | Богородицерождественская церковь, 1871.                                              | село Боровое      | Памятник архитектуры |
| 4.    | Спасская церковь, 1829.                                                              | село Ерахтур      | Памятник архитектуры |
| 5.    | Никольская церковь, 1885.                                                            | село Ерахтур      | Памятник архитектуры |
| 6.    | Никольская церковь, 1896 – 1904.                                                     | село Задубровье   | Памятник архитектуры |
| 7.    | Успенская церковь, 1836 – 1839.                                                      | село Инякино      | Памятник архитектуры |
| 8.    | Крестовоздвиженская церковь Полунинской Крестовоздвиженской монашеской общины, 1902. | село Красный Холм | Памятник архитектуры |
| 9.    | Иверская церковь, 1902.                                                              | село Муратово     | Памятник архитектуры |
| 10.   | Вознесенская церковь, 1809 – 1821.                                                   | село Санское      | Памятник архитектуры |
| 11.   | Покровская церковь, 1916 – 1917.                                                     | село Свинчус      | Памятник архитектуры |
| 12.   | Казанская церковь, 1905.                                                             | село Срезнево     | Памятник архитектуры |
| 13.   | Введенская церковь, 1902.                                                            | село Терехово     | Памятник архитектуры |
| 14.   | Покровская церковь, 1896 – 1902.                                                     | село Тырново      | Памятник архитектуры |

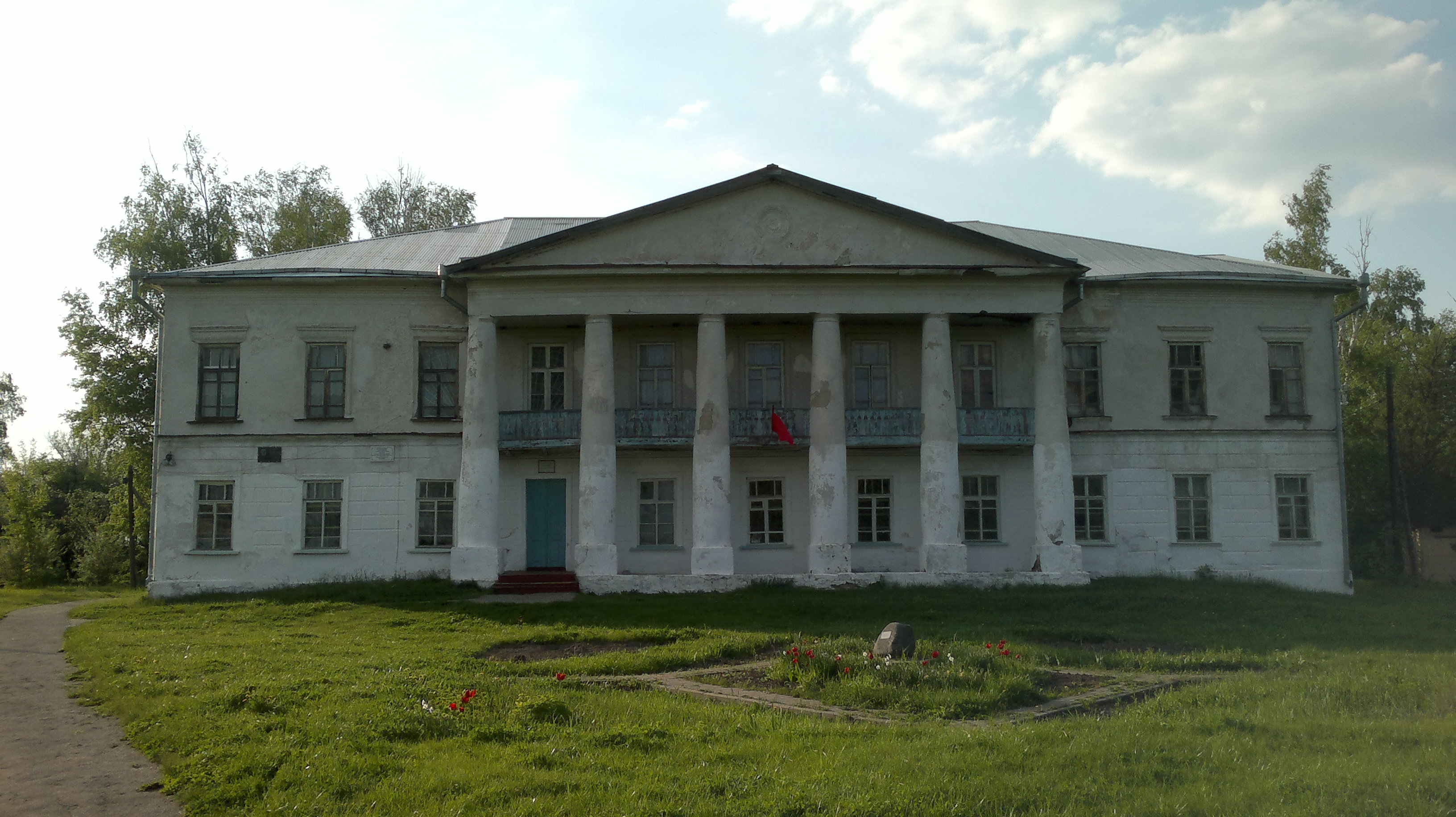
Село Лунино. Усадебный дом дворян Луниных, конец XVIII – начало XIX вв.
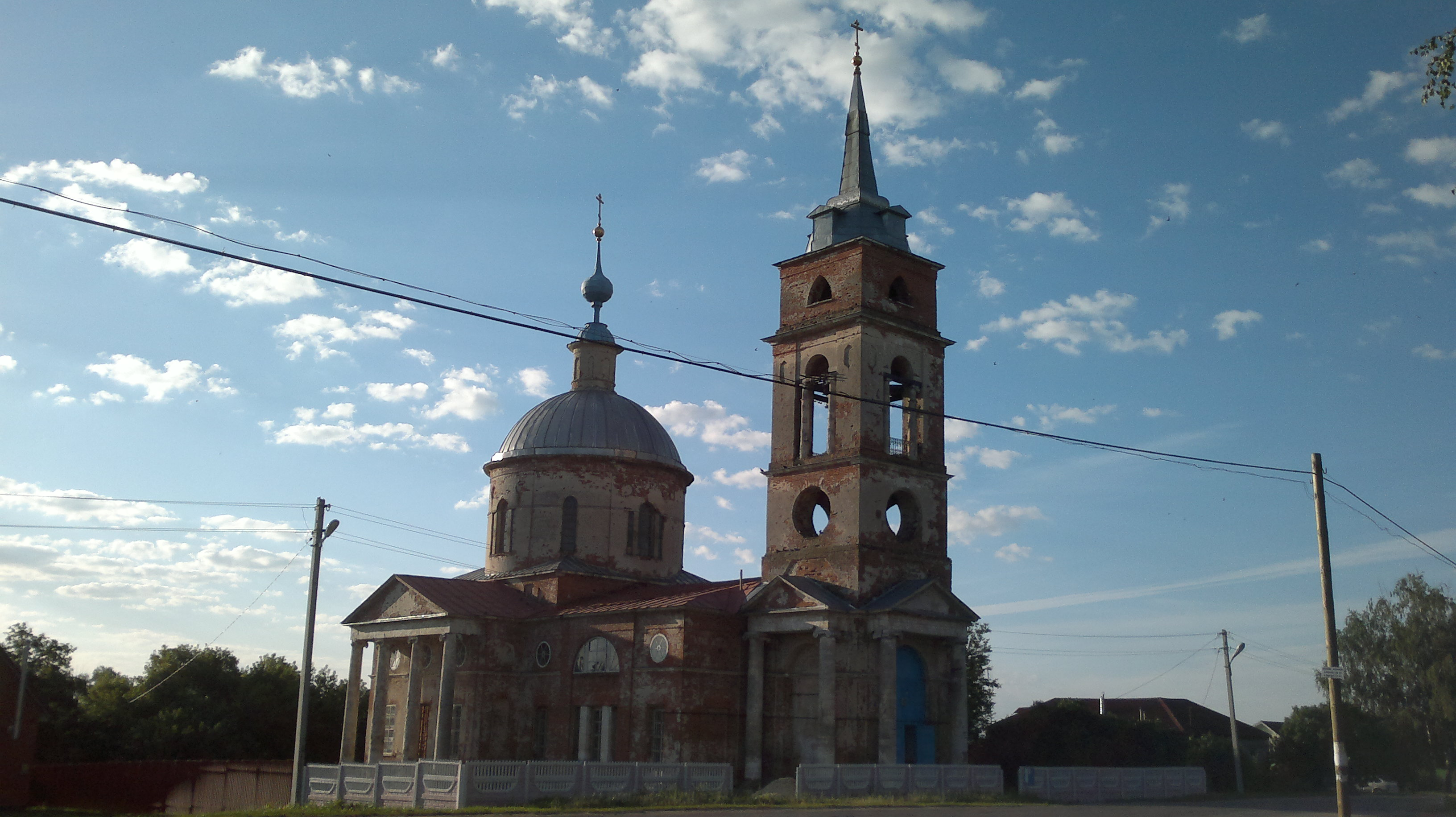
Село Желудево. Христорождественская церковь, 1830 г.
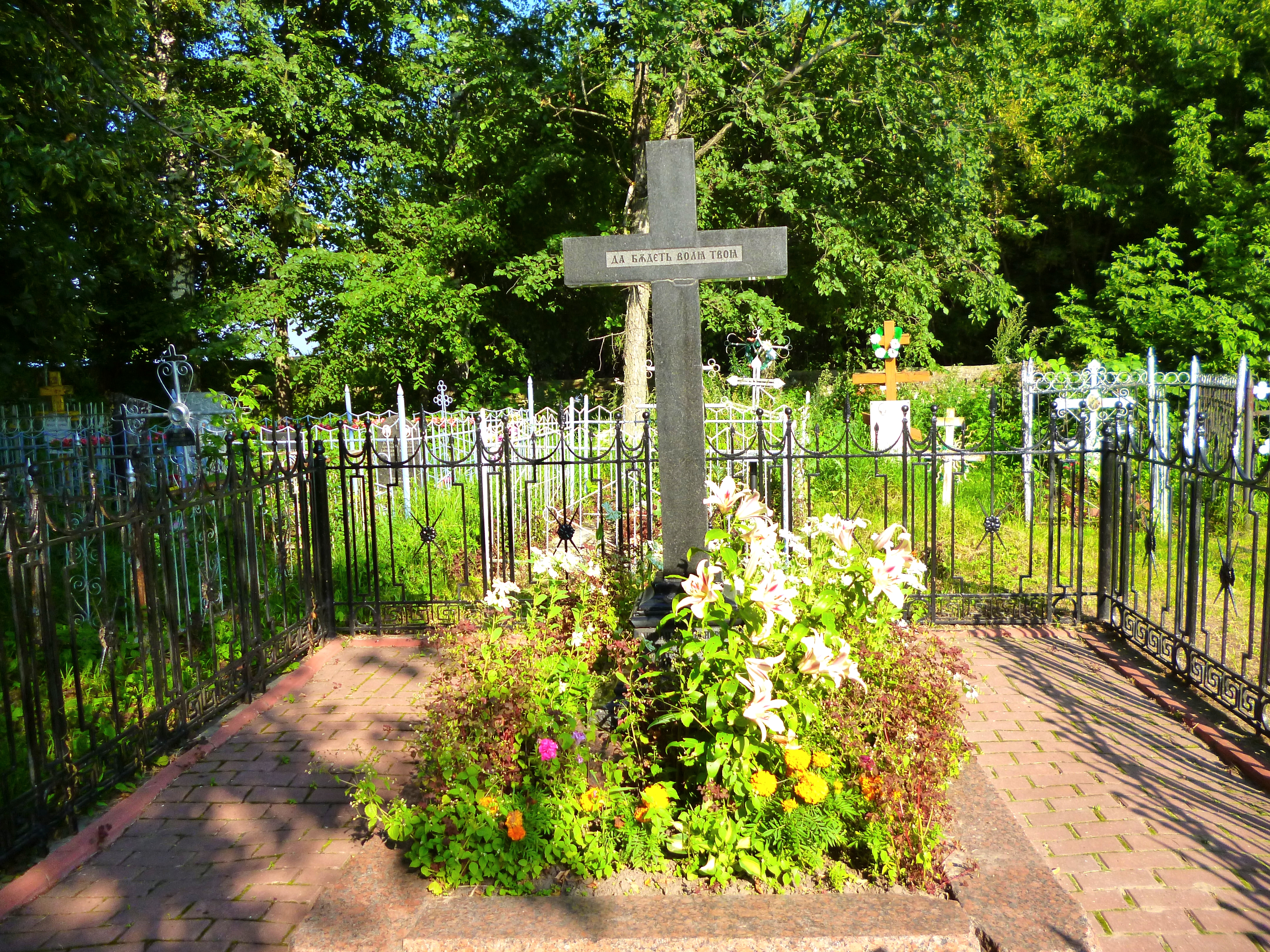
Село Срезнево. Место погребения академика И.И.Срезневского (1812 – 1880).
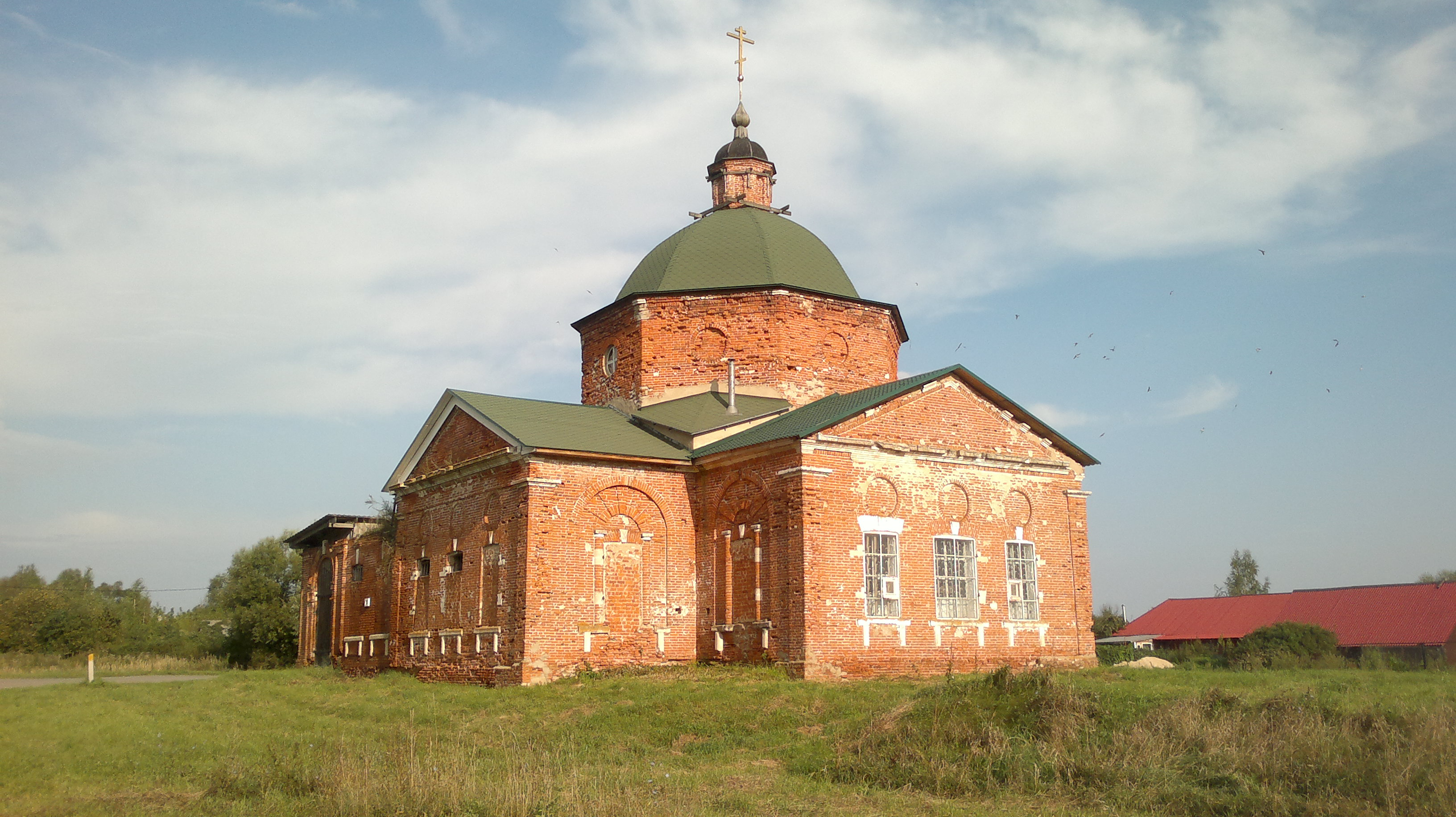
Деревня Заполье. Троицкая церковь, 1811.
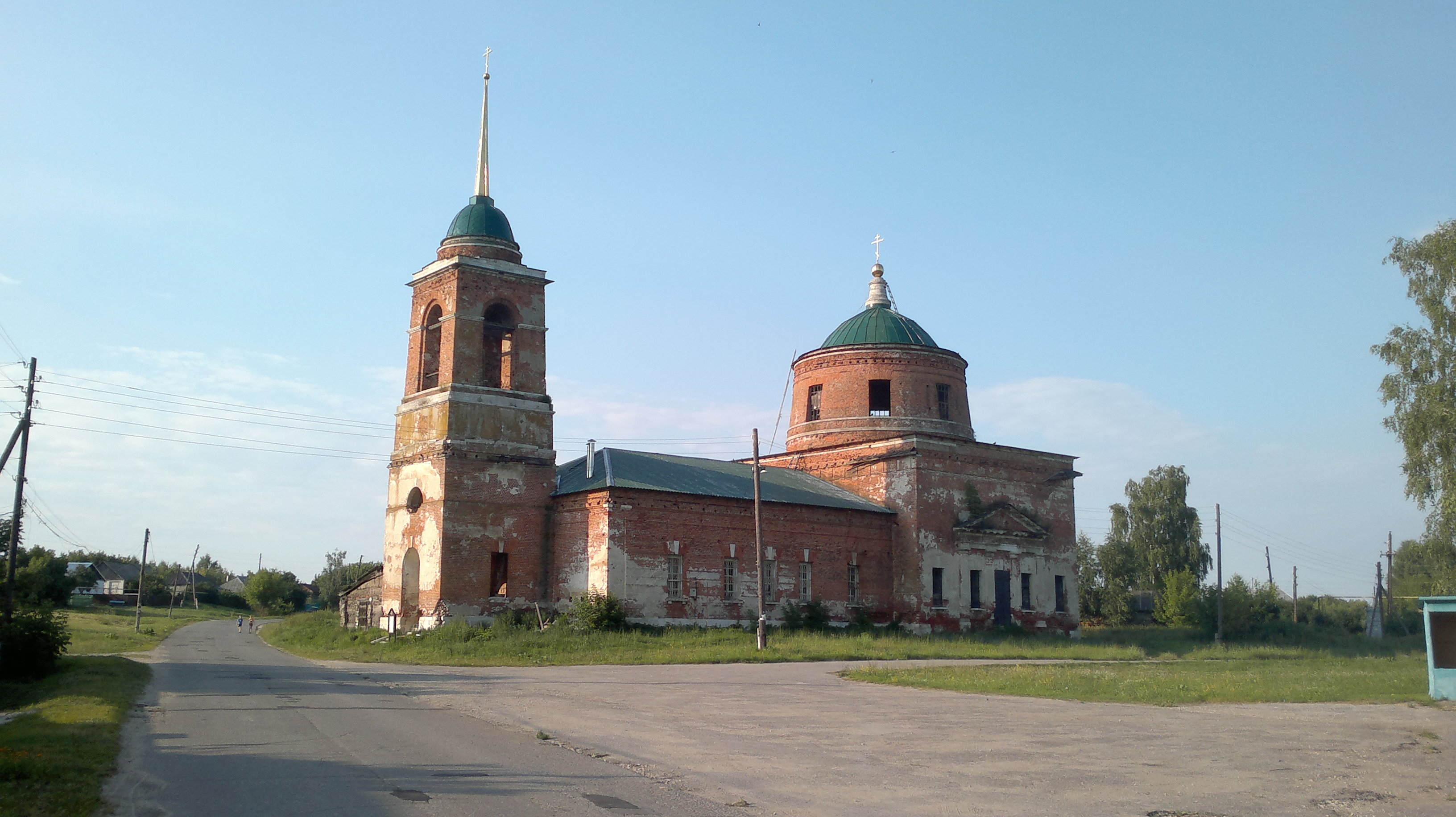
Село Тимошкино. Богословская церковь, 1840 г.
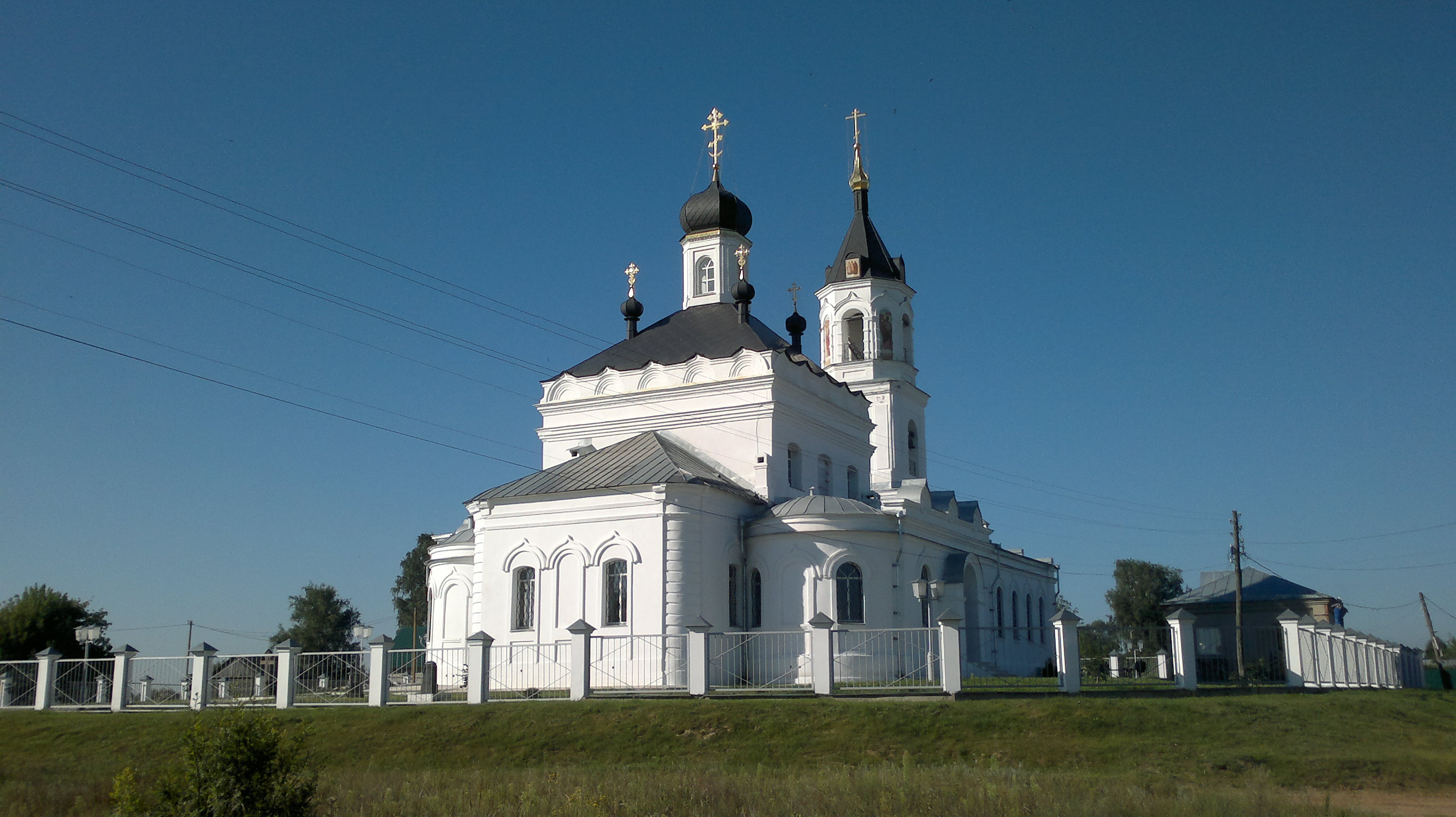
Село Юшта. Казанская церковь, 1786 г.
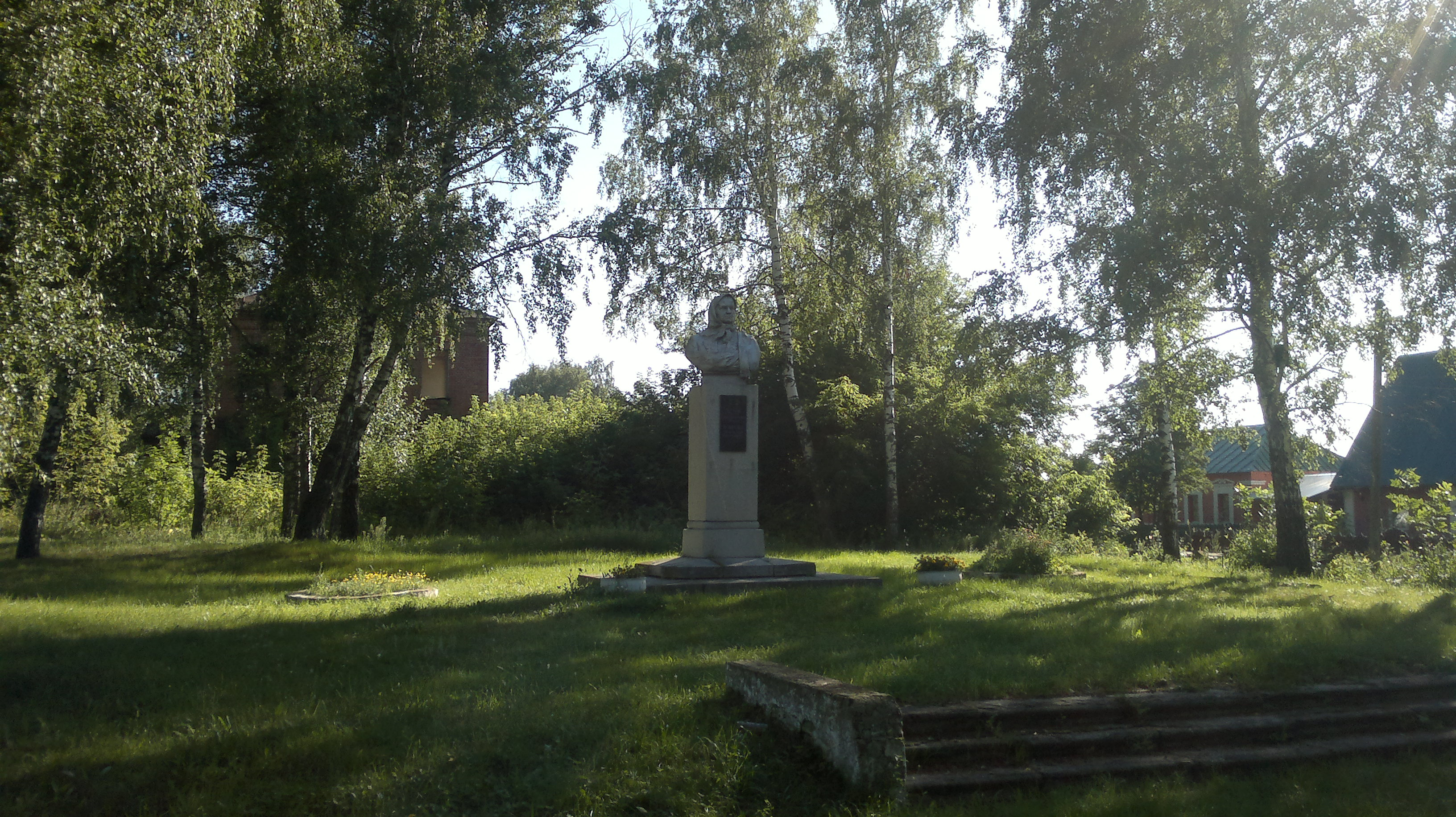
Село Юшта. Памятник дважды Герою Социалистического Труда П.Н.Ковровой, 1959.

## Известные уроженцы
См. также Категория:Родившиеся в Шиловском районе